# Playoffs NBA 2012
Navigation
Playoffs 2011 Playoffs 2013
Les playoffs NBA 2012 sont les séries éliminatoires (en anglais : playoffs) de la saison NBA 2011-2012. Le Heat de Miami remporte les playoffs en battant le Thunder d'Oklahoma City en finale.
Les séries éliminatoires 2012 mettent en présence 14 des 16 équipes présentes en 2011, seuls les Clippers de Los Angeles et le Jazz de l'Utah (à la place des Trail Blazers de Portland et des Hornets de la Nouvelle-Orléans) étaient absents en 2011. Les huit équipes de l'Est sont les mêmes que l'année précédente. Chacune des huit équipes de l'Est a un pourcentage de victoires supérieur à 50 % pour la première fois depuis 2005. Les Clippers sont en playoffs pour la première fois depuis 2006, tandis que le Jazz, qui participe aux séries éliminatoires pour la cinquième fois en six ans, le fait pour la première fois sans Jerry Sloan, son entraîneur de 1988 à 2011.
Comme la saison précédente, les Bulls de Chicago et les Spurs de San Antonio terminent premiers de la saison régulière dans leurs conférences respectives. Les Bulls obtiennent de nouveau le meilleur bilan de la ligue avec 50 victoires pour 16 défaites et ne devancent les Spurs, qui présentent le même bilan, qu'à la faveur de leur victoire lors de l'unique rencontre entre les deux équipes. Les Pacers de l'Indiana ouvrent les séries éliminatoires à domicile pour la première fois depuis 2004, tandis que les Grizzlies de Memphis ont l'avantage du terrain pour la première fois dans l'histoire de la franchise. Pour la quatrième fois depuis 2006, un champion de division (cette année, la division de l'Atlantique avec les Celtics de Boston) débute les séries éliminatoires à l'extérieur.
Les Mavericks de Dallas, champions en titre, sont battus dès le premier tour par le Thunder d'Oklahoma City sur le score de quatre victoires à zéro. Les Oklahomains prennent ainsi leur revanche de la finale de conférence Ouest de 2011, où les Mavericks les avaient dominés quatre victoires à une.

## Règlement
Dans chacune des deux conférences (Est et Ouest), les 3 équipes vainqueurs de division et les 5 meilleures équipes restantes de chaque conférence se qualifient pour les playoffs. Les 8 équipes qualifiées de chaque conférence sont classées de 1 à 8 selon leur nombre de victoires, sachant que chaque équipe championne de division est au pire classée quatrième.
Les critères de départage des équipes sont :
1. équipe championne de division par rapport à une équipe non championne de division
2. face-à-face
3. bilan de division (si les équipes sont dans la même division)
4. bilan de conférence
5. bilan face aux équipes qualifiées en playoffs situées dans la même conférence
6. bilan face aux équipes qualifiées en playoffs situées dans l'autre conférence
7. différence générale de points.

Au premier tour, l'équipe classée numéro 1 affronte l'équipe classée numéro 8, la numéro 2 la 7, la 3 la 6 et la 4 la 5.
En demi-finale de conférence, l'équipe vainqueur du match entre la numéro 1 et la numéro 8 rencontre l'équipe vainqueur du match entre la numéro 4 et la numéro 5 et l'équipe vainqueur du match entre la numéro 2 et la numéro 7 rencontre l'équipe vainqueur du match entre la numéro 3 et la numéro 6.
Les vainqueurs des demi-finales de conférence s'affrontent en finale de conférence. Les deux équipes ayant remporté la finale de leur conférence respective sont nommées championnes de conférence et se rencontrent ensuite pour une série déterminant le champion NBA.
Chaque série de playoffs se déroule au meilleur des 7 matches, la première équipe à 4 victoires passant au tour suivant. Dans chaque série, l'avantage du terrain est attribué à l'équipe ayant le plus de victoires, quel que soit son classement à l'issue de la saison régulière.
Les séries se déroulent de la manière suivante :
| Match | 3 premiers tours | Finale NBA      |
| ----- | ---------------- | --------------- |
| 1     | Meilleur bilan   | Meilleur bilan  |
| 2     | Meilleur bilan   | Meilleur bilan  |
| 3     | Moins bon bilan  | Moins bon bilan |
| 4     | Moins bon bilan  | Moins bon bilan |
| 5     | Meilleur bilan   | Moins bon bilan |
| 6     | Moins bon bilan  | Meilleur bilan  |
| 7     | Meilleur bilan   | Meilleur bilan  |

## Équipes qualifiées

### Contexte
- La saison régulière 2011-2012 étant écourtée à la suite d'un lockout, chaque franchise ne dispute que 66 matches au lieu de 82 habituellement.

### Conférence Est
| Rang | Équipe                | Bilan | Obtention         | Obtention         | Obtention                       | Obtention          |
| Rang | Équipe                | Bilan | Place en Playoffs | Titre de division | Meilleur bilan de la conférence | Meilleur bilan NBA |
| ---- | --------------------- | ----- | ----------------- | ----------------- | ------------------------------- | ------------------ |
| 1    | Bulls de Chicago      | 50-16 | 25 mars           | 13 avril          | 22 avril                        | 26 avril           |
| 2    | Heat de Miami         | 46-20 | 3 avril           | 16 avril          | —                               | —                  |
| 3    | Pacers de l'Indiana   | 42-24 | 14 avril          | —                 | —                               | —                  |
| 4    | Celtics de Boston (a) | 39-27 | 15 avril          | 19 avril          | —                               | —                  |
| 5    | Hawks d'Atlanta (a)   | 40-26 | 17 avril          | —                 | —                               | —                  |
| 6    | Magic d'Orlando       | 37-29 | 16 avril          | —                 | —                               | —                  |
| 7    | Knicks de New York    | 36-30 | 19 avril          | —                 | —                               | —                  |
| 8    | Philadelphie 76ers    | 35-31 | 24 avril          | —                 | —                               | —                  |

Légende : 
- (a) : Un champion de division ne pouvant être classé au-delà de la 4e place, Boston est devant Atlanta.

### Conférence Ouest
| Rang | Équipe                    | Bilan | Obtention         | Obtention         | Obtention                       | Obtention          |
| Rang | Équipe                    | Bilan | Place en Playoffs | Titre de division | Meilleur bilan de la conférence | Meilleur bilan NBA |
| ---- | ------------------------- | ----- | ----------------- | ----------------- | ------------------------------- | ------------------ |
| 1    | Spurs de San Antonio      | 50-16 | 6 avril           | 15 avril          | 23 avril                        | —                  |
| 2    | Thunder d'Oklahoma City   | 47-19 | 1er avril         | 7 avril           | —                               | —                  |
| 3    | Lakers de Los Angeles (a) | 41-25 | 13 avril          | 24 avril          | —                               | —                  |
| 4    | Grizzlies de Memphis (a)  | 41-25 | 18 avril          | —                 | —                               | —                  |
| 5    | Los Angeles Clippers      | 40-26 | 16 avril          | —                 | —                               | —                  |
| 6    | Nuggets de Denver         | 38-28 | 21 avril          | —                 | —                               | —                  |
| 7    | Mavericks de Dallas (b)   | 36-30 | 19 avril          | —                 | —                               | —                  |
| 8    | Jazz de l'Utah (b)        | 36-30 | 23 avril          | —                 | —                               | —                  |

Légende : 
- (a) : Les Lakers, champions de division, sont classés avant Memphis.
- (b) : Les Mavericks devancent Utah à la différence particulière (3 victoires à 1 lors de leurs affrontements).

## Faits marquants des playoffs
- Le 28 avril, lors du premier match des playoffs opposant les Bulls de Chicago et les 76ers de Philadelphie, Derrick Rose est victime d'une rupture des ligaments croisés[2]. Il est forfait pour le reste de la saison, y compris pour les Jeux olympiques de Londres.
- Le 29 avril, les Clippers remontent 24 points en moins de 8 minutes pour battre Memphis.
- Le 3 mai, après une nouvelle défaite face au Heat de Miami, les Knicks de New York battent le record du plus grand nombre de défaites consécutives d'une franchise en playoffs, avec 13 défaites de suite[3]. Le précédent record, douze défaites, était détenu par les Grizzlies de Memphis de 2004 à 2006[3].
- Le 4 mai, Joakim Noah se blesse à la cheville : après Rose, les Bulls perdent un autre titulaire.
- Le 5 mai, les Mavericks de Dallas, champions en titre, se font balayer par le Thunder d'Oklahoma City en 4 matches. C'est seulement la troisième fois que le tenant du titre se fait éliminer sans remporter le moindre match au premier tour des playoffs[4],[Note 1].
- Le 10 mai, les Sixers battent les Bulls (78-79), remportant ainsi la série 4 à 2. Pour la seconde année consécutive, une équipe classée huitième élimine une équipe classée première à l'issue de la saison régulière[5],[Note 2].
- Le 21 mai, les Spurs se qualifient pour la finale de conférence Ouest. Lors des deux premiers tours, ils ont gagné leurs huit matches, égalant ainsi les performances de Miami (2005), Cleveland (2009) et Orlando (2010), mais restent loin des meilleures performances en playoffs : Lakers, 13 victoires consécutives en 1988-1989, Spurs (1999) et Lakers (2001) avec 12 victoires.

### Los Angeles
Pour la première fois, la ville de Los Angeles a deux équipes qui participent aux demi-finales de conférence. En 1974, les Lakers et les Braves de Buffalo, ancêtres des Clippers, étaient déjà parvenus à ce stade de la compétition.
En outre, une autre équipe basée au Staples Center, les Kings de Los Angeles, participe aux séries éliminatoires de la LNH et joue à la même période les finales de conférence 2011-2012 de la coupe Stanley. Comme ces trois équipes partagent la même arène, les matches 3 et 4 de la série Thunder-Lakers doivent être joués en back-to-back les 18 et 19 mai afin d'éviter les conflits d'horaires, de même pour la série Spurs-Clippers les 19 et 20 mai.

## Tableau final
|  | 1er tour         | 1er tour                | 1er tour                |   |                         | Demi-finales de Conférence | Demi-finales de Conférence | Demi-finales de Conférence |  |   | Finales de Conférence | Finales de Conférence | Finales de Conférence |  |    | Finales NBA   | Finales NBA | Finales NBA |
|  |                  |                         |                         |   |                         |                            |                            |                            |  |   |                       |                       |                       |  |    |               |             |             |
|  | 1                | Bulls de Chicago        | 2                       |   |                         |                            |                            |                            |  |   |                       |                       |                       |  |    |               |             |             |
|  | 8                | 76ers de Philadelphie   | 4                       |   |                         |                            |                            |                            |  |   |                       |                       |                       |  |    |               |             |             |
|  | 8                | 76ers de Philadelphie   | 4                       |   | 8                       | 76ers de Philadelphie      | 3                          |                            |  |   |                       |                       |                       |  |    |               |             |             |
|  |                  |                         |                         |   | 8                       | 76ers de Philadelphie      | 3                          |                            |  |   |                       |                       |                       |  |    |               |             |             |
|  |                  | 4                       | Celtics de Boston       | 4 |                         |                            |                            |                            |  |   |                       |                       |                       |  |    |               |             |             |
|  | 4                | 4                       | Celtics de Boston       | 4 | Celtics de Boston       | 4                          |                            |                            |  |   |                       |                       |                       |  |    |               |             |             |
|  | 4                |                         |                         |   | Celtics de Boston       | 4                          |                            |                            |  |   |                       |                       |                       |  |    |               |             |             |
|  | 5                | Hawks d'Atlanta         | 2                       |   |                         |                            |                            |                            |  |   |                       |                       |                       |  |    |               |             |             |
|  | 5                | Hawks d'Atlanta         | 2                       |   |                         |                            |                            |                            |  | 4 | Celtics de Boston     | 3                     |                       |  |    |               |             |             |
|  | Conférence Est   |                         |                         |   |                         |                            |                            |                            |  | 4 | Celtics de Boston     | 3                     |                       |  |    |               |             |             |
|  |                  | 2                       | Heat de Miami           | 4 |                         |                            |                            |                            |  |   |                       |                       |                       |  |    |               |             |             |
|  | 3                | 2                       | Heat de Miami           | 4 | Pacers de l'Indiana     | 4                          |                            |                            |  |   |                       |                       |                       |  |    |               |             |             |
|  | 3                |                         |                         |   | Pacers de l'Indiana     | 4                          |                            |                            |  |   |                       |                       |                       |  |    |               |             |             |
|  | 6                | Magic d'Orlando         | 1                       |   |                         |                            |                            |                            |  |   |                       |                       |                       |  |    |               |             |             |
|  | 6                | Magic d'Orlando         | 1                       |   | 3                       | Pacers de l'Indiana        | 2                          |                            |  |   |                       |                       |                       |  |    |               |             |             |
|  |                  |                         |                         |   | 3                       | Pacers de l'Indiana        | 2                          |                            |  |   |                       |                       |                       |  |    |               |             |             |
|  |                  | 2                       | Heat de Miami           | 4 |                         |                            |                            |                            |  |   |                       |                       |                       |  |    |               |             |             |
|  | 2                | 2                       | Heat de Miami           | 4 | Heat de Miami           | 4                          |                            |                            |  |   |                       |                       |                       |  |    |               |             |             |
|  | 2                |                         |                         |   | Heat de Miami           | 4                          |                            |                            |  |   |                       |                       |                       |  |    |               |             |             |
|  | 7                | Knicks de New York      | 1                       |   |                         |                            |                            |                            |  |   |                       |                       |                       |  |    |               |             |             |
|  | 7                | Knicks de New York      | 1                       |   |                         |                            |                            |                            |  |   |                       |                       |                       |  | E2 | Heat de Miami | 4           |             |
|  |                  |                         |                         |   |                         |                            |                            |                            |  |   |                       |                       |                       |  | E2 | Heat de Miami | 4           |             |
|  |                  | W2                      | Thunder d'Oklahoma City | 1 |                         |                            |                            |                            |  |   |                       |                       |                       |  |    |               |             |             |
|  | 1                | W2                      | Thunder d'Oklahoma City | 1 | Spurs de San Antonio    | 4                          |                            |                            |  |   |                       |                       |                       |  |    |               |             |             |
|  | 1                |                         |                         |   | Spurs de San Antonio    | 4                          |                            |                            |  |   |                       |                       |                       |  |    |               |             |             |
|  | 8                | Jazz de l'Utah          | 0                       |   |                         |                            |                            |                            |  |   |                       |                       |                       |  |    |               |             |             |
|  | 8                | Jazz de l'Utah          | 0                       |   | 1                       | Spurs de San Antonio       | 4                          |                            |  |   |                       |                       |                       |  |    |               |             |             |
|  |                  |                         |                         |   | 1                       | Spurs de San Antonio       | 4                          |                            |  |   |                       |                       |                       |  |    |               |             |             |
|  |                  | 5                       | Clippers de Los Angeles | 0 |                         |                            |                            |                            |  |   |                       |                       |                       |  |    |               |             |             |
|  | 4                | 5                       | Clippers de Los Angeles | 0 | Grizzlies de Memphis    | 3                          |                            |                            |  |   |                       |                       |                       |  |    |               |             |             |
|  | 4                |                         |                         |   | Grizzlies de Memphis    | 3                          |                            |                            |  |   |                       |                       |                       |  |    |               |             |             |
|  | 5                | Clippers de Los Angeles | 4                       |   |                         |                            |                            |                            |  |   |                       |                       |                       |  |    |               |             |             |
|  | 5                | Clippers de Los Angeles | 4                       |   |                         |                            |                            |                            |  | 1 | Spurs de San Antonio  | 2                     |                       |  |    |               |             |             |
|  | Conférence Ouest |                         |                         |   |                         |                            |                            |                            |  | 1 | Spurs de San Antonio  | 2                     |                       |  |    |               |             |             |
|  |                  | 2                       | Thunder d'Oklahoma City | 4 |                         |                            |                            |                            |  |   |                       |                       |                       |  |    |               |             |             |
|  | 3                | 2                       | Thunder d'Oklahoma City | 4 | Lakers de Los Angeles   | 4                          |                            |                            |  |   |                       |                       |                       |  |    |               |             |             |
|  | 3                |                         |                         |   | Lakers de Los Angeles   | 4                          |                            |                            |  |   |                       |                       |                       |  |    |               |             |             |
|  | 6                | Nuggets de Denver       | 3                       |   |                         |                            |                            |                            |  |   |                       |                       |                       |  |    |               |             |             |
|  | 6                | Nuggets de Denver       | 3                       |   | 3                       | Lakers de Los Angeles      | 1                          |                            |  |   |                       |                       |                       |  |    |               |             |             |
|  |                  |                         |                         |   | 3                       | Lakers de Los Angeles      | 1                          |                            |  |   |                       |                       |                       |  |    |               |             |             |
|  |                  | 2                       | Thunder d'Oklahoma City | 4 |                         |                            |                            |                            |  |   |                       |                       |                       |  |    |               |             |             |
|  | 2                | 2                       | Thunder d'Oklahoma City | 4 | Thunder d'Oklahoma City | 4                          |                            |                            |  |   |                       |                       |                       |  |    |               |             |             |
|  | 2                |                         |                         |   | Thunder d'Oklahoma City | 4                          |                            |                            |  |   |                       |                       |                       |  |    |               |             |             |
|  | 7                | Mavericks de Dallas     | 0                       |   |                         |                            |                            |                            |  |   |                       |                       |                       |  |    |               |             |             |

## Résultats détaillés
Tous les horaires indiqués sont au fuseau horaire UTC-4, l'heure d'été de la côte Est des États-Unis (en anglais, Eastern Daylight Time). Pour convertir en heure française, il suffit d'ajouter 6 heures.

### Conférence Est

#### Premier tour

##### (1)Bulls de Chicagovs. (8)Philadelphie 76ers
| 28 avril 2012 13.00 EDT | Rapport | Philadelphie 76ers 91, Bulls de Chicago 103        | Philadelphie 76ers 91, Bulls de Chicago 103 | Philadelphie 76ers 91, Bulls de Chicago 103   |  | United Center, Chicago Affluence : 21 943 Arbitres : Derrick Stafford, Jason Phillips, Michael Smith, Leroy Richardson | TNT |
| 28 avril 2012 13.00 EDT | Rapport | Score par quart-temps : 24-28, 18-25, 24-26, 25-24 |                                             |                                               |  | United Center, Chicago Affluence : 21 943 Arbitres : Derrick Stafford, Jason Phillips, Michael Smith, Leroy Richardson | TNT |
| 28 avril 2012 13.00 EDT | Rapport | Elton Brand 19 Brand, Holiday 7 Iguodala, Turner 5 | Points Rebonds Passes d.                    | Derrick Rose 23 Joakim Noah 13 Derrick Rose 9 |  | United Center, Chicago Affluence : 21 943 Arbitres : Derrick Stafford, Jason Phillips, Michael Smith, Leroy Richardson | TNT |

| 1er mai 2012 20.00 EDT | Rapport | Philadelphie 76ers 109, Bulls de Chicago 92               | Philadelphie 76ers 109, Bulls de Chicago 92 | Philadelphie 76ers 109, Bulls de Chicago 92   |  | United Center, Chicago Affluence : 22 067 Arbitres : Greg Willard, Courtney Kirkland, Rodney Mott, Kane Fitzgerald | TNT |
| 1er mai 2012 20.00 EDT | Rapport | Score par quart-temps : 25-28, 22-27, 36-14, 26-23        |                                             |                                               |  | United Center, Chicago Affluence : 22 067 Arbitres : Greg Willard, Courtney Kirkland, Rodney Mott, Kane Fitzgerald | TNT |
| 1er mai 2012 20.00 EDT | Rapport | Jrue Holiday 26 Lavoy Allen 9 Holiday, Turner, Williams 6 | Points Rebonds Passes d.                    | Joakim Noah 21 Joakim Noah 8 Hamilton, Noah 5 |  | United Center, Chicago Affluence : 22 067 Arbitres : Greg Willard, Courtney Kirkland, Rodney Mott, Kane Fitzgerald | TNT |

| 4 mai 2012 20.00 EDT | Rapport | Bulls de Chicago 74, Philadelphie 76ers 79           | Bulls de Chicago 74, Philadelphie 76ers 79 | Bulls de Chicago 74, Philadelphie 76ers 79        |  | Wells Fargo Center, Philadelphie Affluence : 20 381 Arbitres : Joe Crawford, Tony Brothers, Eric Lewis, Derrick Collins | ESPN 2 |
| 4 mai 2012 20.00 EDT | Rapport | Score par quart-temps : 20-19, 19-21, 21-11, 14-28   |                                            |                                                   |  | Wells Fargo Center, Philadelphie Affluence : 20 381 Arbitres : Joe Crawford, Tony Brothers, Eric Lewis, Derrick Collins | ESPN 2 |
| 4 mai 2012 20.00 EDT | Rapport | Carlos Boozer 18 Carlos Boozer 10 Richard Hamilton 7 | Points Rebonds Passes d.                   | Spencer Hawes 21 Thaddeus Young 11 Jrue Holiday 6 |  | Wells Fargo Center, Philadelphie Affluence : 20 381 Arbitres : Joe Crawford, Tony Brothers, Eric Lewis, Derrick Collins | ESPN 2 |

| 6 mai 2012 13.00 EDT | Rapport | Bulls de Chicago 82, Philadelphie 76ers 89         | Bulls de Chicago 82, Philadelphie 76ers 89 | Bulls de Chicago 82, Philadelphie 76ers 89        |  | Wells Fargo Center, Philadelphie Affluence : 20 412 Arbitres : Dan Crawford, Dick Bavetta, Marc Davis, Mark Lindsay | ABC |
| 6 mai 2012 13.00 EDT | Rapport | Score par quart-temps : 15-24, 27-20, 21-20, 19-25 |                                            |                                                   |  | Wells Fargo Center, Philadelphie Affluence : 20 412 Arbitres : Dan Crawford, Dick Bavetta, Marc Davis, Mark Lindsay | ABC |
| 6 mai 2012 13.00 EDT | Rapport | Carlos Boozer 23 Taj Gibson 12 Boozer, Watson 4    | Points Rebonds Passes d.                   | Spencer Hawes 22 Andre Iguodala 12 Jrue Holiday 6 |  | Wells Fargo Center, Philadelphie Affluence : 20 412 Arbitres : Dan Crawford, Dick Bavetta, Marc Davis, Mark Lindsay | ABC |

| 8 mai 2012 21.30 EDT | Rapport | Philadelphie 76ers 69, Bulls de Chicago 77         | Philadelphie 76ers 69, Bulls de Chicago 77 | Philadelphie 76ers 69, Bulls de Chicago 77   |  | United Center, Chicago Affluence : 22 093 Arbitres : Ken Mauer, Bill Kennedy, Leon Wood, Mark Lindsay | NBA TV |
| 8 mai 2012 21.30 EDT | Rapport | Score par quart-temps : 16-17, 10-18, 22-22, 21-20 |                                            |                                              |  | United Center, Chicago Affluence : 22 093 Arbitres : Ken Mauer, Bill Kennedy, Leon Wood, Mark Lindsay | NBA TV |
| 8 mai 2012 21.30 EDT | Rapport | Jrue Holiday 16 Spencer Hawes 14 Jrue Holiday 4    | Points Rebonds Passes d.                   | Luol Deng 24 Carlos Boozer 13 C. J. Watson 7 |  | United Center, Chicago Affluence : 22 093 Arbitres : Ken Mauer, Bill Kennedy, Leon Wood, Mark Lindsay | NBA TV |

| 10 mai 2012 19.00 EDT | Rapport | Bulls de Chicago 78, Philadelphie 76ers 79          | Bulls de Chicago 78, Philadelphie 76ers 79 | Bulls de Chicago 78, Philadelphie 76ers 79     |  | Wells Fargo Center, Philadelphie Affluence : 20 362 Arbitres : Monty McCutchen, Ron Garretson, Sean Wright, Leroy Richardson | NBA TV |
| 10 mai 2012 19.00 EDT | Rapport | Score par quart-temps : 22-24, 18-24, 23-15, 15-16  |                                            |                                                |  | Wells Fargo Center, Philadelphie Affluence : 20 362 Arbitres : Monty McCutchen, Ron Garretson, Sean Wright, Leroy Richardson | NBA TV |
| 10 mai 2012 19.00 EDT | Rapport | Andre Iguodala 20 Spencer Hawes 10 Andre Iguodala 7 | Points Rebonds Passes d.                   | Deng, Hamilton 19 Luol Deng 17 C. J. Watson 10 |  | Wells Fargo Center, Philadelphie Affluence : 20 362 Arbitres : Monty McCutchen, Ron Garretson, Sean Wright, Leroy Richardson | NBA TV |
| 10 mai 2012 19.00 EDT | Rapport | Philadelphie gagne la série 4 victoires à 2         |                                            |                                                |  | Wells Fargo Center, Philadelphie Affluence : 20 362 Arbitres : Monty McCutchen, Ron Garretson, Sean Wright, Leroy Richardson | NBA TV |

Matchs de saison régulière
Les Bulls de Chicago ont gagné la série deux victoires à une
| 1er février 2012 | Rapport | Bulls de Chicago 82, Philadelphie 76ers 98 | Bulls de Chicago 82, Philadelphie 76ers 98 | Bulls de Chicago 82, Philadelphie 76ers 98 |  | Wells Fargo Center, Philadelphie |

| 4 mars 2012 | Rapport | Bulls de Chicago 96, Philadelphie 76ers 91 | Bulls de Chicago 96, Philadelphie 76ers 91 | Bulls de Chicago 96, Philadelphie 76ers 91 |  | Wells Fargo Center, Philadelphie |

| 17 mars 2012 | Rapport | Philadelphie 76ers 80, Bulls de Chicago 89 | Philadelphie 76ers 80, Bulls de Chicago 89 | Philadelphie 76ers 80, Bulls de Chicago 89 |  | United Center, Chicago |

Dernière rencontre en playoffsVictoire de Chicago (4-1) en demi finale de conférence Est des playoffs 1991

##### (2)Heat de Miamivs. (7)Knicks de New York
| 28 avril 2012 15.30 EDT | Rapport | Knicks de New York 67, Heat de Miami 100           | Knicks de New York 67, Heat de Miami 100 | Knicks de New York 67, Heat de Miami 100         |  | American Airlines Arena, Miami Affluence : 19 621 Arbitres : Dan Crawford, Ed Malloy, Gary Zielinski, Mark Lindsay | ABC |
| 28 avril 2012 15.30 EDT | Rapport | Score par quart-temps : 18-24, 13-30, 16-27, 20-19 |                                          |                                                  |  | American Airlines Arena, Miami Affluence : 19 621 Arbitres : Dan Crawford, Ed Malloy, Gary Zielinski, Mark Lindsay | ABC |
| 28 avril 2012 15.30 EDT | Rapport | J.R. Smith 17 Carmelo Anthony 10 Carmelo Anthony 3 | Points Rebonds Passes d.                 | LeBron James 32 Udonis Haslem 8 Mario Chalmers 9 |  | American Airlines Arena, Miami Affluence : 19 621 Arbitres : Dan Crawford, Ed Malloy, Gary Zielinski, Mark Lindsay | ABC |

| 30 avril 2012 19.00 EDT | Rapport | Knicks de New York 94, Heat de Miami 104           | Knicks de New York 94, Heat de Miami 104 | Knicks de New York 94, Heat de Miami 104      |  | American Airlines Arena, Miami Affluence : 19 684 Arbitres : Joe Crawford, Bennie Adams, Bill Spooner, Leon Wood | TNT |
| 30 avril 2012 19.00 EDT | Rapport | Score par quart-temps : 24-27, 23-26, 22-25, 25-26 |                                          |                                               |  | American Airlines Arena, Miami Affluence : 19 684 Arbitres : Joe Crawford, Bennie Adams, Bill Spooner, Leon Wood | TNT |
| 30 avril 2012 19.00 EDT | Rapport | Carmelo Anthony 30 Carmelo Anthony 9 Baron Davis 6 | Points Rebonds Passes d.                 | Dwyane Wade 25 Udonis Haslem 8 LeBron James 9 |  | American Airlines Arena, Miami Affluence : 19 684 Arbitres : Joe Crawford, Bennie Adams, Bill Spooner, Leon Wood | TNT |

| 3 mai 2012 19.00 EDT | Rapport | Heat de Miami 87, Knicks de New York 70            | Heat de Miami 87, Knicks de New York 70 | Heat de Miami 87, Knicks de New York 70            |  | Madison Square Garden, New York Affluence : 19 763 Arbitres : Mike Callahan, David Guthrie, Eddie F. Rush, John Goble | TNT |
| 3 mai 2012 19.00 EDT | Rapport | Score par quart-temps : 19-19, 17-21, 22-16, 29-14 |                                         |                                                    |  | Madison Square Garden, New York Affluence : 19 763 Arbitres : Mike Callahan, David Guthrie, Eddie F. Rush, John Goble | TNT |
| 3 mai 2012 19.00 EDT | Rapport | LeBron James 32 Chris Bosh 10 LeBron James 5       | Points Rebonds Passes d.                | Carmelo Anthony 22 Tyson Chandler 15 Baron Davis 3 |  | Madison Square Garden, New York Affluence : 19 763 Arbitres : Mike Callahan, David Guthrie, Eddie F. Rush, John Goble | TNT |

| 6 mai 2012 15.30 EDT | Rapport | Heat de Miami 87, Knicks de New York 89            | Heat de Miami 87, Knicks de New York 89 | Heat de Miami 87, Knicks de New York 89                  |  | Madison Square Garden, New York Affluence : 19 763 Arbitres : Monty McCutchen, Derrick Collins, Tom Washington, Eric Lewis | ABC |
| 6 mai 2012 15.30 EDT | Rapport | Score par quart-temps : 18-20, 26-18, 17-26, 26-25 |                                         |                                                          |  | Madison Square Garden, New York Affluence : 19 763 Arbitres : Monty McCutchen, Derrick Collins, Tom Washington, Eric Lewis | ABC |
| 6 mai 2012 15.30 EDT | Rapport | LeBron James 27 Chris Bosh 9 Dwyane Wade 6         | Points Rebonds Passes d.                | Carmelo Anthony 41 Amar'e Stoudemire 10 Anthony, Smith 4 |  | Madison Square Garden, New York Affluence : 19 763 Arbitres : Monty McCutchen, Derrick Collins, Tom Washington, Eric Lewis | ABC |

| 9 mai 2012 19.00 EDT | Rapport | Knicks de New York 94, Heat de Miami 106           | Knicks de New York 94, Heat de Miami 106 | Knicks de New York 94, Heat de Miami 106      |  | American Airlines Arena, Miami Affluence : 19 754 Arbitres : Greg Willard, James Capers, John Goble | TNT |
| 9 mai 2012 19.00 EDT | Rapport | Score par quart-temps : 24-28, 20-27, 23-26, 27-25 |                                          |                                               |  | American Airlines Arena, Miami Affluence : 19 754 Arbitres : Greg Willard, James Capers, John Goble | TNT |
| 9 mai 2012 19.00 EDT | Rapport | Carmelo Anthony 35 Tyson Chandler 11 Mike Bibby 6  | Points Rebonds Passes d.                 | LeBron James 29 LeBron James 8 LeBron James 7 |  | American Airlines Arena, Miami Affluence : 19 754 Arbitres : Greg Willard, James Capers, John Goble | TNT |
| 9 mai 2012 19.00 EDT | Rapport | Miami gagne la série 4 victoires à 1               |                                          |                                               |  | American Airlines Arena, Miami Affluence : 19 754 Arbitres : Greg Willard, James Capers, John Goble | TNT |

Matchs de saison régulière
Le Heat de Miami a gagné la série trois victoires à zéro
| 27 janvier 2012 | Rapport | Knicks de New York 89, Heat de Miami 99 | Knicks de New York 89, Heat de Miami 99 | Knicks de New York 89, Heat de Miami 99 |  | American Airlines Arena, Miami |

| 23 février 2012 | Rapport | Knicks de New York 88, Heat de Miami 102 | Knicks de New York 88, Heat de Miami 102 | Knicks de New York 88, Heat de Miami 102 |  | American Airlines Arena, Miami |

| 15 avril 2012 | Rapport | Heat de Miami 93, Knicks de New York 85 | Heat de Miami 93, Knicks de New York 85 | Heat de Miami 93, Knicks de New York 85 |  | Madison Square Garden, New York |

Dernière rencontre en playoffsVictoire de Miami (4-3) en demi finale de conférence Est des playoffs 2000

##### (3)Pacers de l'Indianavs. (6)Magic d'Orlando
| 28 avril 2012 19.00 EDT | Rapport | Magic d'Orlando 81, Pacers de l'Indiana 77          | Magic d'Orlando 81, Pacers de l'Indiana 77 | Magic d'Orlando 81, Pacers de l'Indiana 77     |  | Bankers Life Fieldhouse, Indianapolis Affluence : 18 165 Arbitres : Ken Mauer, David Jones, Leon Wood, Scott Wall | ESPN |
| 28 avril 2012 19.00 EDT | Rapport | Score par quart-temps : 21-22, 30-22, 13-19, 17-14  |                                            |                                                |  | Bankers Life Fieldhouse, Indianapolis Affluence : 18 165 Arbitres : Ken Mauer, David Jones, Leon Wood, Scott Wall | ESPN |
| 28 avril 2012 19.00 EDT | Rapport | Nelson, Richardson 17 Glen Davis 13 Jameer Nelson 9 | Points Rebonds Passes d.                   | David West 19 Roy Hibbert 13 Darren Collison 5 |  | Bankers Life Fieldhouse, Indianapolis Affluence : 18 165 Arbitres : Ken Mauer, David Jones, Leon Wood, Scott Wall | ESPN |

| 30 avril 2012 19.30 EDT | Rapport | Magic d'Orlando 78, Pacers de l'Indiana 93               | Magic d'Orlando 78, Pacers de l'Indiana 93 | Magic d'Orlando 78, Pacers de l'Indiana 93         |  | Bankers Life Fieldhouse, Indianapolis Affluence : 18 165 Arbitres : Derrick Stafford, Bill Kennedy, Gary Zielinski, Brian Forte | NBA TV |
| 30 avril 2012 19.30 EDT | Rapport | Score par quart-temps : 21-24, 23-18, 13-30, 21-21       |                                            |                                                    |  | Bankers Life Fieldhouse, Indianapolis Affluence : 18 165 Arbitres : Derrick Stafford, Bill Kennedy, Gary Zielinski, Brian Forte | NBA TV |
| 30 avril 2012 19.30 EDT | Rapport | Glen Davis 18 Glen Davis 10 Nelson, Redick, Richardson 3 | Points Rebonds Passes d.                   | Granger, Hill, West 18 Roy Hibbert 13 David West 4 |  | Bankers Life Fieldhouse, Indianapolis Affluence : 18 165 Arbitres : Derrick Stafford, Bill Kennedy, Gary Zielinski, Brian Forte | NBA TV |

| 2 mai 2012 19.30 EDT | Rapport | Pacers de l'Indiana 97, Magic d'Orlando 74         | Pacers de l'Indiana 97, Magic d'Orlando 74 | Pacers de l'Indiana 97, Magic d'Orlando 74          |  | Amway Center - Orlando Affluence : 18 846 Arbitres : Dan Crawford, Bennie Adams, Bill Spooner, Mark Lindsay | NBA TV |
| 2 mai 2012 19.30 EDT | Rapport | Score par quart-temps : 23-14, 21-24, 32-17, 21-19 |                                            |                                                     |  | Amway Center - Orlando Affluence : 18 846 Arbitres : Dan Crawford, Bennie Adams, Bill Spooner, Mark Lindsay | NBA TV |
| 2 mai 2012 19.30 EDT | Rapport | Danny Granger 26 Roy Hibbert 10 Paul George 4      | Points Rebonds Passes d.                   | Glen Davis 22 Quentin Richardson 10 Jameer Nelson 5 |  | Amway Center - Orlando Affluence : 18 846 Arbitres : Dan Crawford, Bennie Adams, Bill Spooner, Mark Lindsay | NBA TV |

| 5 mai 2012 14.00 EDT | Rapport | Pacers de l'Indiana 101, Magic d'Orlando 99                    | Pacers de l'Indiana 101, Magic d'Orlando 99 | Pacers de l'Indiana 101, Magic d'Orlando 99        | OT | Amway Center - Orlando Affluence : 18 846 Arbitres : Mike Callahan, Ed Malloy, Violet Palmer, Kane Fitzgerald | ESPN |
| 5 mai 2012 14.00 EDT | Rapport | Score par quart-temps : 22-19, 24-25, 27-17, 16-28, OT : 12-10 |                                             |                                                    | OT | Amway Center - Orlando Affluence : 18 846 Arbitres : Mike Callahan, Ed Malloy, Violet Palmer, Kane Fitzgerald | ESPN |
| 5 mai 2012 14.00 EDT | Rapport | David West 26 David West 12 Darren Collison 9                  | Points Rebonds Passes d.                    | Jason Richardson 25 Glen Davis 11 Jameer Nelson 11 | OT | Amway Center - Orlando Affluence : 18 846 Arbitres : Mike Callahan, Ed Malloy, Violet Palmer, Kane Fitzgerald | ESPN |

| 8 mai 2012 19.00 EDT | Rapport | Magic d'Orlando 87, Pacers de l'Indiana 105        | Magic d'Orlando 87, Pacers de l'Indiana 105 | Magic d'Orlando 87, Pacers de l'Indiana 105     |  | Bankers Life Fieldhouse, Indianapolis Affluence : 18 165 Arbitres : Monty McCutchen, Marc Davis, David Guthrie, Derrick Collins | NBA TV |
| 8 mai 2012 19.00 EDT | Rapport | Score par quart-temps : 19-28, 28-22, 24-19, 16-36 |                                             |                                                 |  | Bankers Life Fieldhouse, Indianapolis Affluence : 18 165 Arbitres : Monty McCutchen, Marc Davis, David Guthrie, Derrick Collins | NBA TV |
| 8 mai 2012 19.00 EDT | Rapport | Jameer Nelson 27 Glen Davis 8 Jameer Nelson 5      | Points Rebonds Passes d.                    | Danny Granger 25 David West 8 Darren Collison 6 |  | Bankers Life Fieldhouse, Indianapolis Affluence : 18 165 Arbitres : Monty McCutchen, Marc Davis, David Guthrie, Derrick Collins | NBA TV |
| 8 mai 2012 19.00 EDT | Rapport | Indiana gagne la série 4 victoires à 1             |                                             |                                                 |  | Bankers Life Fieldhouse, Indianapolis Affluence : 18 165 Arbitres : Monty McCutchen, Marc Davis, David Guthrie, Derrick Collins | NBA TV |

Matchs de saison régulière
Le Magic d'Orlando gagne la série trois victoires à une
| 24 janvier 2012 | Rapport | Magic d'Orlando 102, Pacers de l'Indiana 83 | Magic d'Orlando 102, Pacers de l'Indiana 83 | Magic d'Orlando 102, Pacers de l'Indiana 83 |  | Bankers Life Fieldhouse, Indianapolis |

| 29 janvier 2012 | Rapport | Pacers de l'Indiana 106, Magic d'Orlando 85 | Pacers de l'Indiana 106, Magic d'Orlando 85 | Pacers de l'Indiana 106, Magic d'Orlando 85 |  | Amway Center - Orlando |

| 4 février 2012 | Rapport | Magic d'Orlando 85, Pacers de l'Indiana 81 | Magic d'Orlando 85, Pacers de l'Indiana 81 | Magic d'Orlando 85, Pacers de l'Indiana 81 |  | Bankers Life Fieldhouse, Indianapolis |

| 11 mars 2012 | Rapport | Pacers de l'Indiana 94, Magic d'Orlando 107 | Pacers de l'Indiana 94, Magic d'Orlando 107 | Pacers de l'Indiana 94, Magic d'Orlando 107 |  | Amway Center - Orlando |

Dernière rencontre en playoffs
Victoire d'Orlando (4-3) en finale de conférence Est lors des playoffs 1995

##### (4)Celtics de Bostonvs. (5)Hawks d'Atlanta
| 29 avril 2012 19.00 EDT | Rapport | Celtics de Boston 74, Hawks d'Atlanta 83           | Celtics de Boston 74, Hawks d'Atlanta 83 | Celtics de Boston 74, Hawks d'Atlanta 83  |  | Philips Arena, Atlanta Affluence : 19 292 Arbitres : Mike Callahan, Marc Davis, John Goble, Kane Fitzgerald | TNT |
| 29 avril 2012 19.00 EDT | Rapport | Score par quart-temps : 18-31, 17-18, 18-16, 21-18 |                                          |                                           |  | Philips Arena, Atlanta Affluence : 19 292 Arbitres : Mike Callahan, Marc Davis, John Goble, Kane Fitzgerald | TNT |
| 29 avril 2012 19.00 EDT | Rapport | Garnett, Rondo 20 Kevin Garnett 12 Rajon Rondo 11  | Points Rebonds Passes d.                 | Josh Smith 22 Josh Smith 18 Joe Johnson 5 |  | Philips Arena, Atlanta Affluence : 19 292 Arbitres : Mike Callahan, Marc Davis, John Goble, Kane Fitzgerald | TNT |

| 1er mai 2012 19.30 EDT | Rapport | Celtics de Boston 87, Hawks d'Atlanta 80           | Celtics de Boston 87, Hawks d'Atlanta 80 | Celtics de Boston 87, Hawks d'Atlanta 80      |  | Philips Arena, Atlanta Affluence : 19 308 Arbitres : Scott Foster, Ed Malloy, Scott Wall, Leroy Richardson | NBA TV |
| 1er mai 2012 19.30 EDT | Rapport | Score par quart-temps : 24-24, 17-20, 20-22, 26-14 |                                          |                                               |  | Philips Arena, Atlanta Affluence : 19 308 Arbitres : Scott Foster, Ed Malloy, Scott Wall, Leroy Richardson | NBA TV |
| 1er mai 2012 19.30 EDT | Rapport | Paul Pierce 36 Paul Pierce 14 Kevin Garnett 5      | Points Rebonds Passes d.                 | Joe Johnson 22 Josh Smith 12 Johnson, Smith 5 |  | Philips Arena, Atlanta Affluence : 19 308 Arbitres : Scott Foster, Ed Malloy, Scott Wall, Leroy Richardson | NBA TV |

| 4 mai 2012 19.30 EDT | Rapport | Hawks d'Atlanta 84, Celtics de Boston 90                      | Hawks d'Atlanta 84, Celtics de Boston 90 | Hawks d'Atlanta 84, Celtics de Boston 90     | OT | TD Garden, Boston Affluence : 18 624 Arbitres : Monty McCutchen, Ron Garretson, Zach Zarba, Tony Brown | ESPN |
| 4 mai 2012 19.30 EDT | Rapport | Score par quart-temps : 19-17, 19-23, 20-20, 22-20, OT : 4-10 |                                          |                                              | OT | TD Garden, Boston Affluence : 18 624 Arbitres : Monty McCutchen, Ron Garretson, Zach Zarba, Tony Brown | ESPN |
| 4 mai 2012 19.30 EDT | Rapport | Joe Johnson 29 Marvin Williams 11 Jeff Teague 6               | Points Rebonds Passes d.                 | Paul Pierce 21 Rajon Rondo 14 Rajon Rondo 12 | OT | TD Garden, Boston Affluence : 18 624 Arbitres : Monty McCutchen, Ron Garretson, Zach Zarba, Tony Brown | ESPN |

| 6 mai 2012 19.00 EDT | Rapport | Hawks d'Atlanta 79, Celtics de Boston 101          | Hawks d'Atlanta 79, Celtics de Boston 101 | Hawks d'Atlanta 79, Celtics de Boston 101            |  | TD Garden, Boston Affluence : 18 624 Arbitres : Joe Crawford, Tony Brothers, Pat Fraher, David Guthrie | TNT |
| 6 mai 2012 19.00 EDT | Rapport | Score par quart-temps : 19-32, 22-32, 22-26, 16-11 |                                           |                                                      |  | TD Garden, Boston Affluence : 18 624 Arbitres : Joe Crawford, Tony Brothers, Pat Fraher, David Guthrie | TNT |
| 6 mai 2012 19.00 EDT | Rapport | Josh Smith 15 Josh Smith 13 Josh Smith 5           | Points Rebonds Passes d.                  | Paul Pierce 24 Allen, Bass, Garnett 5 Rajon Rondo 12 |  | TD Garden, Boston Affluence : 18 624 Arbitres : Joe Crawford, Tony Brothers, Pat Fraher, David Guthrie | TNT |

| 8 mai 2012 20.00 EDT | Rapport | Celtics de Boston 86, Hawks d'Atlanta 87           | Celtics de Boston 86, Hawks d'Atlanta 87 | Celtics de Boston 86, Hawks d'Atlanta 87 |  | Philips Arena, Atlanta Affluence : 19 139 Arbitres : Dan Crawford, David Jones, Tom Washington, Brian Forte | TNT |
| 8 mai 2012 20.00 EDT | Rapport | Score par quart-temps : 21-15, 19-25, 24-26, 22-21 |                                          |                                          |  | Philips Arena, Atlanta Affluence : 19 139 Arbitres : Dan Crawford, David Jones, Tom Washington, Brian Forte | TNT |
| 8 mai 2012 20.00 EDT | Rapport | Garnett, Pierce 16 Bass, Garnett 7 Rajon Rondo 12  | Points Rebonds Passes d.                 | Al Horford 19 Josh Smith 16 Josh Smith 6 |  | Philips Arena, Atlanta Affluence : 19 139 Arbitres : Dan Crawford, David Jones, Tom Washington, Brian Forte | TNT |

| 10 mai 2012 20.00 EDT | Rapport | Hawks d'Atlanta 80, Celtics de Boston 83           | Hawks d'Atlanta 80, Celtics de Boston 83 | Hawks d'Atlanta 80, Celtics de Boston 83        |  | TD Garden, Boston Affluence : 18 624 Arbitres : Derrick Stafford, Bill Kennedy, Eric Lewis, Mark Lindsay | TNT |
| 10 mai 2012 20.00 EDT | Rapport | Score par quart-temps : 23-20, 18-27, 22-20, 17-16 |                                          |                                                 |  | TD Garden, Boston Affluence : 18 624 Arbitres : Derrick Stafford, Bill Kennedy, Eric Lewis, Mark Lindsay | TNT |
| 10 mai 2012 20.00 EDT | Rapport | Josh Smith 18 Horford,Smith 9 Jeff Teague 6        | Points Rebonds Passes d.                 | Kevin Garnett 28 Kevin Garnett 14 Rajon Rondo 8 |  | TD Garden, Boston Affluence : 18 624 Arbitres : Derrick Stafford, Bill Kennedy, Eric Lewis, Mark Lindsay | TNT |
| 10 mai 2012 20.00 EDT | Rapport | Boston gagne la série 4 victoires à 2              |                                          |                                                 |  | TD Garden, Boston Affluence : 18 624 Arbitres : Derrick Stafford, Bill Kennedy, Eric Lewis, Mark Lindsay | TNT |

Les Celtics sont numéro 4 en tant que champion de la division atlantique, mais les Hawks ont un meilleur bilan 40/26 contre 39/27. Ainsi, ce sont les Hawks qui ont l'avantage du terrain.
Matchs de saison régulière
Les Celtics de Boston ont gagné la série deux victoires à une
| 19 mars 2012 | Rapport | Celtics de Boston 79, Hawks d'Atlanta 76 | Celtics de Boston 79, Hawks d'Atlanta 76 | Celtics de Boston 79, Hawks d'Atlanta 76 |  | Philips Arena, Atlanta |

| 11 avril 2012 | Rapport | Hawks d'Atlanta 86, Celtics de Boston 88 | Hawks d'Atlanta 86, Celtics de Boston 88 | Hawks d'Atlanta 86, Celtics de Boston 88 |  | TD Garden, Boston |

| 20 avril 2012 | Rapport | Celtics de Boston 92, Hawks d'Atlanta 97 | Celtics de Boston 92, Hawks d'Atlanta 97 | Celtics de Boston 92, Hawks d'Atlanta 97 |  | Philips Arena, Atlanta |

Dernière rencontre en playoffsVictoire de Boston (4-3) au premier tour des playoffs 2008

#### Demi-finales de conférence

##### (2)Heat de Miamivs. (3)Pacers de l'Indiana
| 13 mai 2012 15.30 EDT | Rapport | Pacers de l'Indiana 86, Heat de Miami 95           | Pacers de l'Indiana 86, Heat de Miami 95 | Pacers de l'Indiana 86, Heat de Miami 95       |  | American Airlines Arena, Miami Affluence : 19 600 Arbitres : Scott Foster, Tom Washington, Sean Wright, Eric Lewis | ABC |
| 13 mai 2012 15.30 EDT | Rapport | Score par quart-temps : 23-20, 25-22, 22-28, 16-25 |                                          |                                                |  | American Airlines Arena, Miami Affluence : 19 600 Arbitres : Scott Foster, Tom Washington, Sean Wright, Eric Lewis | ABC |
| 13 mai 2012 15.30 EDT | Rapport | West, Hibbert 17 David West 12 Darren Collison 6   | Points Rebonds Passes d.                 | LeBron James 32 LeBron James 15 LeBron James 5 |  | American Airlines Arena, Miami Affluence : 19 600 Arbitres : Scott Foster, Tom Washington, Sean Wright, Eric Lewis | ABC |

| 15 mai 2012 19.00 EDT | Rapport | Pacers de l'Indiana 78, Heat de Miami 75           | Pacers de l'Indiana 78, Heat de Miami 75 | Pacers de l'Indiana 78, Heat de Miami 75      |  | American Airlines Arena, Miami Affluence : 19 828 Arbitres : Joe Crawford, Bennie Adams, Ed Malloy, David Jones | TNT |
| 15 mai 2012 19.00 EDT | Rapport | Score par quart-temps : 17-21, 16-17, 28-14, 17-23 |                                          |                                               |  | American Airlines Arena, Miami Affluence : 19 828 Arbitres : Joe Crawford, Bennie Adams, Ed Malloy, David Jones | TNT |
| 15 mai 2012 19.00 EDT | Rapport | David West 16 George, Hibbert 11 Danny Granger 3   | Points Rebonds Passes d.                 | LeBron James 29 LeBron James 9 LeBron James 5 |  | American Airlines Arena, Miami Affluence : 19 828 Arbitres : Joe Crawford, Bennie Adams, Ed Malloy, David Jones | TNT |

| 17 mai 2012 19.00 EDT | Rapport | Heat de Miami 75, Pacers de l'Indiana 94                   | Heat de Miami 75, Pacers de l'Indiana 94 | Heat de Miami 75, Pacers de l'Indiana 94 |  | Bankers Life Fieldhouse, Indianapolis Affluence : 18 165 Arbitres : Dan Crawford, Tony Brothers, John Goble | ESPN |
| 17 mai 2012 19.00 EDT | Rapport | Score par quart-temps : 26 - 17, 17 - 26, 12 - 26, 20 - 25 |                                          |                                          |  | Bankers Life Fieldhouse, Indianapolis Affluence : 18 165 Arbitres : Dan Crawford, Tony Brothers, John Goble | ESPN |
| 17 mai 2012 19.00 EDT | Rapport | Chalmers 25 Turiaf 8 Chalmers 5                            | Points Rebonds Passes d.                 | Hill 20 Hibbert 18 Hill 5                |  | Bankers Life Fieldhouse, Indianapolis Affluence : 18 165 Arbitres : Dan Crawford, Tony Brothers, John Goble | ESPN |

| 20 mai 2012 15.30 EDT | Rapport | Heat de Miami 101, Pacers de l'Indiana 93          | Heat de Miami 101, Pacers de l'Indiana 93 | Heat de Miami 101, Pacers de l'Indiana 93 |  | Bankers Life Fieldhouse, Indianapolis Affluence : 18 165 Arbitres : Monty McCutchen, Mike Callahan, Bill Kennedy, David Guthrie | ABC |
| 20 mai 2012 15.30 EDT | Rapport | Score par quart-temps : 18-25, 28-29, 30-16, 25-23 |                                           |                                           |  | Bankers Life Fieldhouse, Indianapolis Affluence : 18 165 Arbitres : Monty McCutchen, Mike Callahan, Bill Kennedy, David Guthrie | ABC |
| 20 mai 2012 15.30 EDT | Rapport | James 40 James 18 James 9                          | Points Rebonds Passes d.                  | Granger 20 Hibbert 9 George 5             |  | Bankers Life Fieldhouse, Indianapolis Affluence : 18 165 Arbitres : Monty McCutchen, Mike Callahan, Bill Kennedy, David Guthrie | ABC |

| 22 mai 2012 20.00 EDT | Rapport | Pacers de l'Indiana 83, Heat de Miami 115          | Pacers de l'Indiana 83, Heat de Miami 115 | Pacers de l'Indiana 83, Heat de Miami 115 |  | American Airlines Arena, Miami Affluence : 20 097 Arbitres : Derrick Stafford, Jason Phillips, Greg Willard, Michael Smith | TNT |
| 22 mai 2012 20.00 EDT | Rapport | Score par quart-temps : 20-26, 20-23, 17-27, 26-39 |                                           |                                           |  | American Airlines Arena, Miami Affluence : 20 097 Arbitres : Derrick Stafford, Jason Phillips, Greg Willard, Michael Smith | TNT |
| 22 mai 2012 20.00 EDT | Rapport | George 11 Hibbert 12 George 3                      | Points Rebonds Passes d.                  | James 30 Chalmers 11 James 8              |  | American Airlines Arena, Miami Affluence : 20 097 Arbitres : Derrick Stafford, Jason Phillips, Greg Willard, Michael Smith | TNT |

| 24 mai 2012 20.00 EDT | Rapport | Heat de Miami 105, Pacers de l'Indiana 93                  | Heat de Miami 105, Pacers de l'Indiana 93 | Heat de Miami 105, Pacers de l'Indiana 93 |  | American Airlines Arena, Miami Affluence : 18 165 Arbitres : Scott Foster, Marc Davis, Ken Mauer | ESPN |
| 24 mai 2012 20.00 EDT | Rapport | Score par quart-temps : 21 - 28, 30 - 25, 28 - 16, 26 - 24 |                                           |                                           |  | American Airlines Arena, Miami Affluence : 18 165 Arbitres : Scott Foster, Marc Davis, Ken Mauer | ESPN |
| 24 mai 2012 20.00 EDT | Rapport | Wade 41 Wade 10 James 7                                    | Points Rebonds Passes d.                  | West 24 George 10 Hill 5                  |  | American Airlines Arena, Miami Affluence : 18 165 Arbitres : Scott Foster, Marc Davis, Ken Mauer | ESPN |
| 24 mai 2012 20.00 EDT | Rapport | Miami gagne la série 4 victoires à 2                       |                                           |                                           |  | American Airlines Arena, Miami Affluence : 18 165 Arbitres : Scott Foster, Marc Davis, Ken Mauer | ESPN |

Matchs de saison régulière
Miami a gagné la série 3 à 1 :
| 4 janvier 2012 | Rapport | Pacers de l'Indiana 83, Heat de Miami 118 | Pacers de l'Indiana 83, Heat de Miami 118 | Pacers de l'Indiana 83, Heat de Miami 118 |  | American Airlines Arena, Miami |

| 14 février 2012 | Rapport | Heat de Miami 105, Pacers de l'Indiana 90 | Heat de Miami 105, Pacers de l'Indiana 90 | Heat de Miami 105, Pacers de l'Indiana 90 |  | Bankers Life Fieldhouse, Indianapolis |

| 10 mars 2012 | Rapport | Pacers de l'Indiana 91, Heat de Miami 93 | Pacers de l'Indiana 91, Heat de Miami 93 | Pacers de l'Indiana 91, Heat de Miami 93 |  | American Airlines Arena, Miami |

| 26 mars 2012 | Rapport | Heat de Miami 90, Pacers de l'Indiana 105 | Heat de Miami 90, Pacers de l'Indiana 105 | Heat de Miami 90, Pacers de l'Indiana 105 |  | Bankers Life Fieldhouse, Indianapolis |

Dernière rencontre en playoffsVictoire d'Indiana (4-2) en demi-finale de conférence des playoffs 2004

##### (4)Celtics de Bostonvs. (8)Philadelphie 76ers
| 12 mai 2012 20.00 EDT | Rapport | Philadelphie 76ers 91, Celtics de Boston 92        | Philadelphie 76ers 91, Celtics de Boston 92 | Philadelphie 76ers 91, Celtics de Boston 92    |  | TD Garden, Boston Affluence : 18 624 Arbitres : Greg Willard, James Capers, David Jones, John Goble | TNT |
| 12 mai 2012 20.00 EDT | Rapport | Score par quart-temps : 28-18, 19-24, 24-25, 20-25 |                                             |                                                |  | TD Garden, Boston Affluence : 18 624 Arbitres : Greg Willard, James Capers, David Jones, John Goble | TNT |
| 12 mai 2012 20.00 EDT | Rapport | Andre Iguodala 19 Evan Turner 10 Andre Iguodala 6  | Points Rebonds Passes d.                    | Kevin Garnett 29 Rajon Rondo 12 Rajon Rondo 17 |  | TD Garden, Boston Affluence : 18 624 Arbitres : Greg Willard, James Capers, David Jones, John Goble | TNT |

| 14 mai 2012 19.00 EDT | Rapport | Philadelphie 76ers 82, Celtics de Boston 81        | Philadelphie 76ers 82, Celtics de Boston 81 | Philadelphie 76ers 82, Celtics de Boston 81  |  | TD Garden, Boston Affluence : 18 624 Arbitres : Dan Crawford, Jason Phillips, Michael Smith, Rodney Mott | TNT |
| 14 mai 2012 19.00 EDT | Rapport | Score par quart-temps : 21-25, 15-13, 21-11, 25-32 |                                             |                                              |  | TD Garden, Boston Affluence : 18 624 Arbitres : Dan Crawford, Jason Phillips, Michael Smith, Rodney Mott | TNT |
| 14 mai 2012 19.00 EDT | Rapport | Jrue Holiday 18 Spencer Hawes 10 Andre Iguodala 7  | Points Rebonds Passes d.                    | Ray Allen 17 Kevin Garnett 12 Rajon Rondo 13 |  | TD Garden, Boston Affluence : 18 624 Arbitres : Dan Crawford, Jason Phillips, Michael Smith, Rodney Mott | TNT |

| 16 mai 2012 19.00 EDT | Rapport | Celtics de Boston 107, Philadelphie 76ers 91       | Celtics de Boston 107, Philadelphie 76ers 91 | Celtics de Boston 107, Philadelphie 76ers 91   |  | Wells Fargo Center, Philadelphie Affluence : 20 351 Arbitres : Derrick Stafford, Mike Callahan, Eric Lewis, David Guthrie | TNT |
| 16 mai 2012 19.00 EDT | Rapport | Score par quart-temps : 28-33, 32-16, 29-17, 18-25 |                                              |                                                |  | Wells Fargo Center, Philadelphie Affluence : 20 351 Arbitres : Derrick Stafford, Mike Callahan, Eric Lewis, David Guthrie | TNT |
| 16 mai 2012 19.00 EDT | Rapport | Kevin Garnett 27 Kevin Garnett 13 Rajon Rondo 14   | Points Rebonds Passes d.                     | Thaddeus Young 22 Evan Turner 8 Jrue Holiday 9 |  | Wells Fargo Center, Philadelphie Affluence : 20 351 Arbitres : Derrick Stafford, Mike Callahan, Eric Lewis, David Guthrie | TNT |

| 18 mai 2012 20.00 EDT | Rapport | Celtics de Boston 83, Philadelphie 76ers 92        | Celtics de Boston 83, Philadelphie 76ers 92 | Celtics de Boston 83, Philadelphie 76ers 92         |  | Wells Fargo Center, Philadelphie Affluence : 20 411 Arbitres : Scott Foster, Bill Kennedy, Bill Spooner, David Jones | ESPN |
| 18 mai 2012 20.00 EDT | Rapport | Score par quart-temps : 24-12, 22-19, 17-28, 20-33 |                                             |                                                     |  | Wells Fargo Center, Philadelphie Affluence : 20 411 Arbitres : Scott Foster, Bill Kennedy, Bill Spooner, David Jones | ESPN |
| 18 mai 2012 20.00 EDT | Rapport | Paul Pierce 24 Kevin Garnett 11 Rajon Rondo 15     | Points Rebonds Passes d.                    | Iguodala, Turner 16 Lavoy Allen 10 Louis Williams 8 |  | Wells Fargo Center, Philadelphie Affluence : 20 411 Arbitres : Scott Foster, Bill Kennedy, Bill Spooner, David Jones | ESPN |

| 21 mai 2012 19.00 EDT | Rapport | Philadelphie 76ers 85, Celtics de Boston 101       | Philadelphie 76ers 85, Celtics de Boston 101 | Philadelphie 76ers 85, Celtics de Boston 101   |  | TD Garden, Boston Affluence : 18 624 Arbitres : Ken Mauer, Ed Malloy, Rodney Mott, Derrick Collins | TNT |
| 21 mai 2012 19.00 EDT | Rapport | Score par quart-temps : 27-23, 23-24, 16-28, 19-26 |                                              |                                                |  | TD Garden, Boston Affluence : 18 624 Arbitres : Ken Mauer, Ed Malloy, Rodney Mott, Derrick Collins | TNT |
| 21 mai 2012 19.00 EDT | Rapport | Elton Brand 19 Evan Turner 10 Jrue Holiday 7       | Points Rebonds Passes d.                     | Brandon Bass 27 Bass, Garnett 6 Rajon Rondo 14 |  | TD Garden, Boston Affluence : 18 624 Arbitres : Ken Mauer, Ed Malloy, Rodney Mott, Derrick Collins | TNT |

| 23 mai 2012 20.00 EDT | rapport | Celtics de Boston 75, Philadelphie 76ers 82        | Celtics de Boston 75, Philadelphie 76ers 82 | Celtics de Boston 75, Philadelphie 76ers 82        |  | Wells Fargo Center, Philadelphie Affluence : 20 403 Arbitres : Joe Crawford, James Capers, Ron Garretson, Zach Zarba | ESPN |
| 23 mai 2012 20.00 EDT | rapport | Score par quart-temps : 19-22, 17-11, 20-27, 19-22 |                                             |                                                    |  | Wells Fargo Center, Philadelphie Affluence : 20 403 Arbitres : Joe Crawford, James Capers, Ron Garretson, Zach Zarba | ESPN |
| 23 mai 2012 20.00 EDT | rapport | Paul Pierce 24 Kevin Garnett 11 Rajon Rondo 6      | Points Rebonds Passes d.                    | Jrue Holiday 20 Elton Brand 10 Holiday, Williams 6 |  | Wells Fargo Center, Philadelphie Affluence : 20 403 Arbitres : Joe Crawford, James Capers, Ron Garretson, Zach Zarba | ESPN |

| 26 mai 2012 20.00 EDT | Rapport | Philadelphie 76ers 75, Celtics de Boston 85        | Philadelphie 76ers 75, Celtics de Boston 85 | Philadelphie 76ers 75, Celtics de Boston 85       |  | TD Garden, Boston Affluence : 18 624 Arbitres : Monty McCutchen, Tony Brothers, Mike Callahan, Sean Wright | ABC |
| 26 mai 2012 20.00 EDT | Rapport | Score par quart-temps : 20-20, 13-21, 19-14, 23-30 |                                             |                                                   |  | TD Garden, Boston Affluence : 18 624 Arbitres : Monty McCutchen, Tony Brothers, Mike Callahan, Sean Wright | ABC |
| 26 mai 2012 20.00 EDT | Rapport | Andre Iguodala 18 Thaddeus Young 10 Jrue Holiday 9 | Points Rebonds Passes d.                    | Garnett, Rondo 18 Kevin Garnett 13 Rajon Rondo 10 |  | TD Garden, Boston Affluence : 18 624 Arbitres : Monty McCutchen, Tony Brothers, Mike Callahan, Sean Wright | ABC |
| 26 mai 2012 20.00 EDT | Rapport | Boston gagne la série 4 à 3                        |                                             |                                                   |  | TD Garden, Boston Affluence : 18 624 Arbitres : Monty McCutchen, Tony Brothers, Mike Callahan, Sean Wright | ABC |

Matchs de saison régulière
Les 76ers de Philadelphie ont gagné la série 2 à 1
| 7 mars 2012 | Rapport | Celtics de Boston 71, 76ers de Philadelphie 103 | Celtics de Boston 71, 76ers de Philadelphie 103 | Celtics de Boston 71, 76ers de Philadelphie 103 |  | Wells Fargo Center, Philadelphie |

| 23 mars 2012 | Rapport | Celtics de Boston 86, 76ers de Philadelphie 99 | Celtics de Boston 86, 76ers de Philadelphie 99 | Celtics de Boston 86, 76ers de Philadelphie 99 |  | Wells Fargo Center, Philadelphie |

| 8 avril 2012 | Rapport | 76ers de Philadelphie 79, Celtics de Boston 103 | 76ers de Philadelphie 79, Celtics de Boston 103 | 76ers de Philadelphie 79, Celtics de Boston 103 |  | TD Garden, Boston |

Dernière rencontre en playoffsVictoire de Boston (3-2) au premier tour des playoffs 2002

#### Finale de conférence Est: (2)Heat de Miamivs. (4)Celtics de Boston
| 28 mai 2012 20.30 EDT | rapport | Celtics de Boston 79, Heat de Miami 93             | Celtics de Boston 79, Heat de Miami 93 | Celtics de Boston 79, Heat de Miami 93        |  | American Airlines Arena, Miami Affluence : 19 912 Arbitres : Dan Crawford, Ed Malloy, Jason Phillips, Bill Spooner | ESPN |
| 28 mai 2012 20.30 EDT | rapport | Score par quart-temps : 11-21, 35-25, 15-26, 18-21 |                                        |                                               |  | American Airlines Arena, Miami Affluence : 19 912 Arbitres : Dan Crawford, Ed Malloy, Jason Phillips, Bill Spooner | ESPN |
| 28 mai 2012 20.30 EDT | rapport | Kevin Garnett 23 Kevin Garnett 10 Rajon Rondo 7    | Points Rebonds Passes d.               | LeBron James 32 LeBron James 13 Dwyane Wade 7 |  | American Airlines Arena, Miami Affluence : 19 912 Arbitres : Dan Crawford, Ed Malloy, Jason Phillips, Bill Spooner | ESPN |

| 30 mai 2012 20.30 EDT | rapport | Celtics de Boston 111, Heat de Miami 115                       | Celtics de Boston 111, Heat de Miami 115 | Celtics de Boston 111, Heat de Miami 115        | OT | American Airlines Arena, Miami Affluence : 19 973 Arbitres : Ken Mauer, James Capers, Tom Washington, John Goble | ESPN |
| 30 mai 2012 20.30 EDT | rapport | Score par quart-temps : 24-18, 29-28, 22-35, 24-18, OT : 12-16 |                                          |                                                 | OT | American Airlines Arena, Miami Affluence : 19 973 Arbitres : Ken Mauer, James Capers, Tom Washington, John Goble | ESPN |
| 30 mai 2012 20.30 EDT | rapport | Rajon Rondo 44 Brandon Bass 10 Rajon Rondo 10                  | Points Rebonds Passes d.                 | LeBron James 34 Udonis Haslem 11 LeBron James 7 | OT | American Airlines Arena, Miami Affluence : 19 973 Arbitres : Ken Mauer, James Capers, Tom Washington, John Goble | ESPN |

| 1er juin 2012 20.30 EDT | rapport | Heat de Miami 91, Celtics de Boston 101            | Heat de Miami 91, Celtics de Boston 101 | Heat de Miami 91, Celtics de Boston 101          |  | TD Garden, Boston Affluence : 18 624 Arbitres : Scott Foster, Mike Callahan, Rodney Mott | ESPN |
| 1er juin 2012 20.30 EDT | rapport | Score par quart-temps : 28-30, 14-25, 21-30, 28-16 |                                         |                                                  |  | TD Garden, Boston Affluence : 18 624 Arbitres : Scott Foster, Mike Callahan, Rodney Mott | ESPN |
| 1er juin 2012 20.30 EDT | rapport | LeBron James 34 LeBron James 8 Mario Chalmers 6    | Points Rebonds Passes d.                | Kevin Garnett 24 Kevin Garnett 11 Rajon Rondo 10 |  | TD Garden, Boston Affluence : 18 624 Arbitres : Scott Foster, Mike Callahan, Rodney Mott | ESPN |

| 3 juin 2012 20.30 EDT | rapport | Heat de Miami 91, Celtics de Boston 93                       | Heat de Miami 91, Celtics de Boston 93 | Heat de Miami 91, Celtics de Boston 93         | OT | TD Garden, Boston Affluence : 18 624 Arbitres : Joe Crawford, Bill Kennedy, Greg Willard, | ESPN |
| 3 juin 2012 20.30 EDT | rapport | Score par quart-temps : 23-24, 24-27, 21-12, 21-16, OT : 2-4 |                                        |                                                | OT | TD Garden, Boston Affluence : 18 624 Arbitres : Joe Crawford, Bill Kennedy, Greg Willard, | ESPN |
| 3 juin 2012 20.30 EDT | rapport | LeBron James 29 Udonis Haslem 17 Dwyane Wade 6               | Points Rebonds Passes d.               | Paul Pierce 23 Kevin Garnett 14 Rajon Rondo 15 | OT | TD Garden, Boston Affluence : 18 624 Arbitres : Joe Crawford, Bill Kennedy, Greg Willard, | ESPN |

| 5 juin 2012 20.30 EDT | rapport | Celtics de Boston 94, Heat de Miami 90           | Celtics de Boston 94, Heat de Miami 90 | Celtics de Boston 94, Heat de Miami 90           |  | American Airlines Arena, Miami Affluence : 20 021 Arbitres : Monty McCutchen, Ron Garretson, Derrick Stafford, | ESPN |
| 5 juin 2012 20.30 EDT | rapport | Kevin Garnett 26 Kevin Garnett 11 Rajon Rondo 13 | Points Rebonds Passes d.               | LeBron James 30 LeBron James 13 Chalmers, Wade 3 |  | American Airlines Arena, Miami Affluence : 20 021 Arbitres : Monty McCutchen, Ron Garretson, Derrick Stafford, | ESPN |

| 7 juin 2012 20.30 EDT | rapport | Heat de Miami 98, Celtics de Boston 79             | Heat de Miami 98, Celtics de Boston 79 | Heat de Miami 98, Celtics de Boston 79       |  | TD Garden, Boston Affluence : 18 624 Arbitres : Dan Crawford, Tony Brothers, Tom Washington | ESPN |
| 7 juin 2012 20.30 EDT | rapport | Score par quart-temps : 26-16, 29-26, 19-19, 24-18 |                                        |                                              |  | TD Garden, Boston Affluence : 18 624 Arbitres : Dan Crawford, Tony Brothers, Tom Washington | ESPN |
| 7 juin 2012 20.30 EDT | rapport | LeBron James 45 LeBron James 15 LeBron James 5     | Points Rebonds Passes d.               | Rajon Rondo 21 Brandon Bass 7 Rajon Rondo 10 |  | TD Garden, Boston Affluence : 18 624 Arbitres : Dan Crawford, Tony Brothers, Tom Washington | ESPN |

| 9 juin 2012 20.30 EDT | rapport | Celtics de Boston 88, Heat de Miami 101            | Celtics de Boston 88, Heat de Miami 101 | Celtics de Boston 88, Heat de Miami 101          |  | American Airlines Arena, Miami Affluence : 20 114 Arbitres : Joe Crawford, Mike Callahan, Scott Foster |
| 9 juin 2012 20.30 EDT | rapport | Score par quart-temps : 27-23, 26-23, 20-27, 15-28 |                                         |                                                  |  | American Airlines Arena, Miami Affluence : 20 114 Arbitres : Joe Crawford, Mike Callahan, Scott Foster |
| 9 juin 2012 20.30 EDT | rapport | Rajon Rondo 22 Rajon Rondo 10 Rajon Rondo 14       | Points Rebonds Passes d.                | LeBron James 31 LeBron James 12 Mario Chalmers 7 |  | American Airlines Arena, Miami Affluence : 20 114 Arbitres : Joe Crawford, Mike Callahan, Scott Foster |
| 9 juin 2012 20.30 EDT | rapport | Miami gagne la série 4 à 3                         |                                         |                                                  |  | American Airlines Arena, Miami Affluence : 20 114 Arbitres : Joe Crawford, Mike Callahan, Scott Foster |

Matchs de saison régulière
Les Celtics de Boston ont gagné la série 3 à 1
| 27 décembre 2012 | Rapport | Celtics de Boston 107, Heat de Miami 115 | Celtics de Boston 107, Heat de Miami 115 | Celtics de Boston 107, Heat de Miami 115 |  | American Airlines Arena, Miami |

| 1er avril 2012 | Rapport | Heat de Miami 72, Celtics de Boston 91 | Heat de Miami 72, Celtics de Boston 91 | Heat de Miami 72, Celtics de Boston 91 |  | TD Garden, Boston |

| 10 avril 2012 | Rapport | Celtics de Boston 115, Heat de Miami 107 | Celtics de Boston 115, Heat de Miami 107 | Celtics de Boston 115, Heat de Miami 107 |  | American Airlines Arena, Miami |

| 24 avril 2012 | Rapport | Heat de Miami 66, Celtics de Boston 78 | Heat de Miami 66, Celtics de Boston 78 | Heat de Miami 66, Celtics de Boston 78 |  | TD Garden, Boston |

Dernière rencontre en playoffs
Victoire de Miami (4-1) en demi-finale de conférence Est des playoffs 2011

### Conférence Ouest

#### Premier tour

##### (1)Spurs de San Antoniovs. (8)Jazz de l'Utah
| 29 avril 2012 13.00 EDT | Rapport | Jazz de l'Utah 91, Spurs de San Antonio 106           | Jazz de l'Utah 91, Spurs de San Antonio 106 | Jazz de l'Utah 91, Spurs de San Antonio 106 |  | AT&T Center, San Antonio Affluence : 18 581 Arbitres : Monty McCutchen, Dick Bavetta, Rodney Mott, Pat Fraher | ESPN |
| 29 avril 2012 13.00 EDT | Rapport | Score par quart-temps : 22-28, 25-26, 23-31, 21-21    |                                             |                                             |  | AT&T Center, San Antonio Affluence : 18 581 Arbitres : Monty McCutchen, Dick Bavetta, Rodney Mott, Pat Fraher | ESPN |
| 29 avril 2012 13.00 EDT | Rapport | Paul Millsap 20 Jefferson, Millsap 9 Jamaal Tinsley 5 | Points Rebonds Passes d.                    | Tony Parker 28 Tim Duncan 11 Tony Parker 8  |  | AT&T Center, San Antonio Affluence : 18 581 Arbitres : Monty McCutchen, Dick Bavetta, Rodney Mott, Pat Fraher | ESPN |

| 2 mai 2012 19.00 EDT | Rapport | Jazz de l'Utah 83, Spurs de San Antonio 114          | Jazz de l'Utah 83, Spurs de San Antonio 114 | Jazz de l'Utah 83, Spurs de San Antonio 114 |  | AT&T Center, San Antonio Affluence : 18 581 Arbitres : Derrick Stafford, Tony Brown, Bill Kennedy, Brian Forte | TNT |
| 2 mai 2012 19.00 EDT | Rapport | Score par quart-temps : 17-28, 11-25, 25-34, 30-27   |                                             |                                             |  | AT&T Center, San Antonio Affluence : 18 581 Arbitres : Derrick Stafford, Tony Brown, Bill Kennedy, Brian Forte | TNT |
| 2 mai 2012 19.00 EDT | Rapport | Howard, Jefferson 10 Enes Kanter 10 Gordon Hayward 4 | Points Rebonds Passes d.                    | Tony Parker 18 Tim Duncan 13 Tony Parker 9  |  | AT&T Center, San Antonio Affluence : 18 581 Arbitres : Derrick Stafford, Tony Brown, Bill Kennedy, Brian Forte | TNT |

| 5 mai 2012 22.00 EDT | Rapport | Spurs de San Antonio 102, Jazz de l'Utah 90        | Spurs de San Antonio 102, Jazz de l'Utah 90 | Spurs de San Antonio 102, Jazz de l'Utah 90                          |  | EnergySolutions Arena, Salt Lake City Affluence : 19 911 Arbitres : Ken Mauer, James Capers, Leon Wood, Scott Wall | TNT |
| 5 mai 2012 22.00 EDT | Rapport | Score par quart-temps : 30-28, 22-22, 23-18, 27-22 |                                             |                                                                      |  | EnergySolutions Arena, Salt Lake City Affluence : 19 911 Arbitres : Ken Mauer, James Capers, Leon Wood, Scott Wall | TNT |
| 5 mai 2012 22.00 EDT | Rapport | Tony Parker 27 Tiago Splitter 8 Manu Ginóbili 10   | Points Rebonds Passes d.                    | Harris, Jefferson 21 Favors, Jefferson, Millsap 11 Harris, Hayward 5 |  | EnergySolutions Arena, Salt Lake City Affluence : 19 911 Arbitres : Ken Mauer, James Capers, Leon Wood, Scott Wall | TNT |

| 7 mai 2012 20.00 EDT | Rapport | Spurs de San Antonio 87, Jazz de l'Utah 81         | Spurs de San Antonio 87, Jazz de l'Utah 81 | Spurs de San Antonio 87, Jazz de l'Utah 81     |  | EnergySolutions Arena, Salt Lake City Affluence : 19 911 Arbitres : Scott Foster, John Goble, Jason Phillips, Leroy Richardson | TNT |
| 7 mai 2012 20.00 EDT | Rapport | Score par quart-temps : 22-19, 28-23, 18-16, 19-23 |                                            |                                                |  | EnergySolutions Arena, Salt Lake City Affluence : 19 911 Arbitres : Scott Foster, John Goble, Jason Phillips, Leroy Richardson | TNT |
| 7 mai 2012 20.00 EDT | Rapport | Manu Ginóbili 17 Stephen Jackson 6 Tony Parker 3   | Points Rebonds Passes d.                   | Al Jefferson 26 Paul Millsap 19 Devin Harris 7 |  | EnergySolutions Arena, Salt Lake City Affluence : 19 911 Arbitres : Scott Foster, John Goble, Jason Phillips, Leroy Richardson | TNT |
| 7 mai 2012 20.00 EDT | Rapport | San Antonio a gagné la série 4 victoires à 0       |                                            |                                                |  | EnergySolutions Arena, Salt Lake City Affluence : 19 911 Arbitres : Scott Foster, John Goble, Jason Phillips, Leroy Richardson | TNT |

Matchs de saison régulière
Les Spurs de San Antonio ont gagné la série trois victoires à une
| 31 décembre 2011 | Rapport | Jazz de l'Utah 89, Spurs de San Antonio 104 | Jazz de l'Utah 89, Spurs de San Antonio 104 | Jazz de l'Utah 89, Spurs de San Antonio 104 |  | AT&T Center, San Antonio |

| 20 février 2012 | Rapport | Spurs de San Antonio 106, Jazz de l'Utah 102 | Spurs de San Antonio 106, Jazz de l'Utah 102 | Spurs de San Antonio 106, Jazz de l'Utah 102 |  | EnergySolutions Arena, Salt Lake City |

| 8 avril 2012 | Rapport | Jazz de l'Utah 104, Spurs de San Antonio 114 | Jazz de l'Utah 104, Spurs de San Antonio 114 | Jazz de l'Utah 104, Spurs de San Antonio 114 |  | AT&T Center, San Antonio |

| 9 avril 2012 | Rapport | Spurs de San Antonio 84, Jazz de l'Utah 91 | Spurs de San Antonio 84, Jazz de l'Utah 91 | Spurs de San Antonio 84, Jazz de l'Utah 91 |  | EnergySolutions Arena, Salt Lake City |

Dernière rencontre en playoffs
Victoire de San Antonio (4-1) en finale de conférence Ouest lors des playoffs 2007

##### (2)Thunder d'Oklahoma Cityvs. (7)Mavericks de Dallas
| 28 avril 2012 21.30 EDT | Rapport | Mavericks de Dallas 98, Thunder d'Oklahoma City 99 | Mavericks de Dallas 98, Thunder d'Oklahoma City 99 | Mavericks de Dallas 98, Thunder d'Oklahoma City 99          |  | Chesapeake Energy Arena, Oklahoma City Affluence : 18 203 Arbitres : Joe Crawford, Tony Brothers, David Guthrie, Bennie Adams | ESPN |
| 28 avril 2012 21.30 EDT | Rapport | Score par quart-temps : 26-22, 25-26, 22-21, 25-30 |                                                    |                                                             |  | Chesapeake Energy Arena, Oklahoma City Affluence : 18 203 Arbitres : Joe Crawford, Tony Brothers, David Guthrie, Bennie Adams | ESPN |
| 28 avril 2012 21.30 EDT | Rapport | Dirk Nowitzki 25 Shawn Marion 8 Kidd, Terry 5      | Points Rebonds Passes d.                           | Russell Westbrook 28 Kendrick Perkins 8 Russell Westbrook 5 |  | Chesapeake Energy Arena, Oklahoma City Affluence : 18 203 Arbitres : Joe Crawford, Tony Brothers, David Guthrie, Bennie Adams | ESPN |

| 30 avril 2012 21.30 EDT | Rapport | Mavericks de Dallas 99, Thunder d'Oklahoma City 102 | Mavericks de Dallas 99, Thunder d'Oklahoma City 102 | Mavericks de Dallas 99, Thunder d'Oklahoma City 102 |  | Chesapeake Energy Arena, Oklahoma City Affluence : 18 203 Arbitres : Ken Mauer, James Capers, Zach Zarba, Mark Lindsay | TNT |
| 30 avril 2012 21.30 EDT | Rapport | Score par quart-temps : 24-32, 26-25, 27-22, 22-23  |                                                     |                                                     |  | Chesapeake Energy Arena, Oklahoma City Affluence : 18 203 Arbitres : Ken Mauer, James Capers, Zach Zarba, Mark Lindsay | TNT |
| 30 avril 2012 21.30 EDT | Rapport | Dirk Nowitzki 31 Shawn Marion 8 Jason Kidd 7        | Points Rebonds Passes d.                            | Russell Westbrook 29 Kevin Durant 10 James Harden 5 |  | Chesapeake Energy Arena, Oklahoma City Affluence : 18 203 Arbitres : Ken Mauer, James Capers, Zach Zarba, Mark Lindsay | TNT |

| 3 mai 2012 21.30 EDT | Rapport | Thunder d'Oklahoma City 95, Mavericks de Dallas 79 | Thunder d'Oklahoma City 95, Mavericks de Dallas 79 | Thunder d'Oklahoma City 95, Mavericks de Dallas 79 |  | American Airlines Center, Dallas Affluence : 20 640 Arbitres : Greg Willard, Marc Davis, David Jones, Kane Fitzgerald | TNT |
| 3 mai 2012 21.30 EDT | Rapport | Score par quart-temps : 32-26, 18-15, 25-16, 20-22 |                                                    |                                                    |  | American Airlines Center, Dallas Affluence : 20 640 Arbitres : Greg Willard, Marc Davis, David Jones, Kane Fitzgerald | TNT |
| 3 mai 2012 21.30 EDT | Rapport | Kevin Durant 31 Serge Ibaka 11 Kevin Durant 6      | Points Rebonds Passes d.                           | Dirk Nowitzki 17 Shawn Marion 10 Jason Terry 6     |  | American Airlines Center, Dallas Affluence : 20 640 Arbitres : Greg Willard, Marc Davis, David Jones, Kane Fitzgerald | TNT |

| 5 mai 2012 19.30 EDT | Rapport | Thunder d'Oklahoma City 103, Mavericks de Dallas 97 | Thunder d'Oklahoma City 103, Mavericks de Dallas 97 | Thunder d'Oklahoma City 103, Mavericks de Dallas 97 |  | American Airlines Center, Dallas Affluence : 20 533 Arbitres : Scott Foster, Bill Spooner, Sean Wright, Courtney Kirkland | TNT |
| 5 mai 2012 19.30 EDT | Rapport | Score par quart-temps : 26-24, 21-23, 21-34, 35-16  |                                                     |                                                     |  | American Airlines Center, Dallas Affluence : 20 533 Arbitres : Scott Foster, Bill Spooner, Sean Wright, Courtney Kirkland | TNT |
| 5 mai 2012 19.30 EDT | Rapport | James Harden 29 Kevin Durant 11 Russell Westbrook 6 | Points Rebonds Passes d.                            | Dirk Nowitzki 34 Vince Carter 8 Jason Kidd 8        |  | American Airlines Center, Dallas Affluence : 20 533 Arbitres : Scott Foster, Bill Spooner, Sean Wright, Courtney Kirkland | TNT |
| 5 mai 2012 19.30 EDT | Rapport | Oklahoma City gagne la série 4 victoires à 0        |                                                     |                                                     |  | American Airlines Center, Dallas Affluence : 20 533 Arbitres : Scott Foster, Bill Spooner, Sean Wright, Courtney Kirkland | TNT |

Matchs de saison régulière

##### (3)Lakers de Los Angelesvs. (6)Nuggets de Denver
| 29 avril 2012 15.30 EDT | Rapport | Nuggets de Denver 88, Lakers de Los Angeles 103    | Nuggets de Denver 88, Lakers de Los Angeles 103 | Nuggets de Denver 88, Lakers de Los Angeles 103 |  | Staples Center, Los Angeles Affluence : 18 997 Arbitres : Scott Foster, Derrick Collins, Ron Garretson, Tony Brown | ABC |
| 29 avril 2012 15.30 EDT | Rapport | Score par quart-temps : 14-27, 26-23, 24-27, 24-26 |                                                 |                                                 |  | Staples Center, Los Angeles Affluence : 18 997 Arbitres : Scott Foster, Derrick Collins, Ron Garretson, Tony Brown | ABC |

| 1er mai 2012 22.30 EDT | Rapport | Nuggets de Denver 100, Lakers de Los Angeles 104   | Nuggets de Denver 100, Lakers de Los Angeles 104 | Nuggets de Denver 100, Lakers de Los Angeles 104 |  | Staples Center, Los Angeles Affluence : 18 997 Arbitres : Monty McCutchen, Pat Fraher, Tom Washington, Violet Palmer | TNT |
| 1er mai 2012 22.30 EDT | Rapport | Score par quart-temps : 25-32, 23-23, 26-26, 26-23 |                                                  |                                                  |  | Staples Center, Los Angeles Affluence : 18 997 Arbitres : Monty McCutchen, Pat Fraher, Tom Washington, Violet Palmer | TNT |

| 4 mai 2012 22.30 EDT | Rapport | Lakers de Los Angeles 84, Nuggets de Denver 99     | Lakers de Los Angeles 84, Nuggets de Denver 99 | Lakers de Los Angeles 84, Nuggets de Denver 99 |  | Pepsi Center, Denver Affluence : 19 155 Arbitres : Dan Crawford, Jason Phillips, Michael Smith, Brian Forte | ESPN |
| 4 mai 2012 22.30 EDT | Rapport | Score par quart-temps : 14-30, 25-25, 26-17, 19-27 |                                                |                                                |  | Pepsi Center, Denver Affluence : 19 155 Arbitres : Dan Crawford, Jason Phillips, Michael Smith, Brian Forte | ESPN |

| 6 mai 2012 21.30 EDT | Rapport | Lakers de Los Angeles 92, Nuggets de Denver 88     | Lakers de Los Angeles 92, Nuggets de Denver 88 | Lakers de Los Angeles 92, Nuggets de Denver 88 |  | Pepsi Center, Denver Affluence : 19 155 Arbitres : Greg Willard, David Jones, Bill Kennedy, Gary Zielinski | TNT |
| 6 mai 2012 21.30 EDT | Rapport | Score par quart-temps : 26-28, 19-23, 25-20, 22-17 |                                                |                                                |  | Pepsi Center, Denver Affluence : 19 155 Arbitres : Greg Willard, David Jones, Bill Kennedy, Gary Zielinski | TNT |

| 8 mai 2012 22.30 EDT | Rapport | Nuggets de Denver 102, Lakers de Los Angeles 99    | Nuggets de Denver 102, Lakers de Los Angeles 99 | Nuggets de Denver 102, Lakers de Los Angeles 99 |  | Staples Center, Los Angeles Affluence : 18 997 Arbitres : Joe Crawford, Tony Brothers, Zach Zarba, Bennie Adams | TNT |
| 8 mai 2012 22.30 EDT | Rapport | Score par quart-temps : 26-23, 23-20, 27-22, 26-34 |                                                 |                                                 |  | Staples Center, Los Angeles Affluence : 18 997 Arbitres : Joe Crawford, Tony Brothers, Zach Zarba, Bennie Adams | TNT |

| 10 mai 2012 22.30 EDT |  | Lakers de Los Angeles 96, Nuggets de Denver 113 | Lakers de Los Angeles 96, Nuggets de Denver 113 | Lakers de Los Angeles 96, Nuggets de Denver 113 |  | Pepsi Center, Denver | TNT |

| 12 mai 2012 22.30 EDT |                                  | Nuggets de Denver 87, Lakers de Los Angeles 96 | Nuggets de Denver 87, Lakers de Los Angeles 96 | Nuggets de Denver 87, Lakers de Los Angeles 96 |  | Staples Center, Los Angeles | TNT |
| 12 mai 2012 22.30 EDT | Los Angeles gagne la série 4 à 3 |                                                |                                                |                                                |  | Staples Center, Los Angeles | TNT |

Matchs de saison régulière
Les Lakers de Los Angeles ont gagné la série trois victoires à une
| 31 décembre 2011 | Rapport | Nuggets de Denver 89, Lakers de Los Angeles 92 | Nuggets de Denver 89, Lakers de Los Angeles 92 | Nuggets de Denver 89, Lakers de Los Angeles 92 |  | Staples Center, Los Angeles |

| 1er janvier 2012 | Rapport | Lakers de Los Angeles 90, Nuggets de Denver 99 | Lakers de Los Angeles 90, Nuggets de Denver 99 | Lakers de Los Angeles 90, Nuggets de Denver 99 |  | Pepsi Center, Denver |

| 3 février 2012 | Rapport | Lakers de Los Angeles 93, Nuggets de Denver 89 | Lakers de Los Angeles 93, Nuggets de Denver 89 | Lakers de Los Angeles 93, Nuggets de Denver 89 |  | Pepsi Center, Denver |

| 13 avril 2012 | Rapport | Nuggets de Denver 97, Lakers de Los Angeles 103 | Nuggets de Denver 97, Lakers de Los Angeles 103 | Nuggets de Denver 97, Lakers de Los Angeles 103 |  | Staples Center, Los Angeles |

Dernière rencontre en playoffsVictoire de Los Angeles (4-2) en finale de conférence Ouest des playoffs 2009

##### (4)Grizzlies de Memphisvs. (5)Los Angeles Clippers
| 29 avril 2012 21.30 EDT | Rapport | Los Angeles Clippers 99, Grizzlies de Memphis 98   | Los Angeles Clippers 99, Grizzlies de Memphis 98 | Los Angeles Clippers 99, Grizzlies de Memphis 98 |  | FedExForum, Memphis Affluence : 18 119 Arbitres : Greg Willard, Eric Lewis, Tom Washington, Courtney Kirkland | TNT |
| 29 avril 2012 21.30 EDT | Rapport | Score par quart-temps : 16-34, 23-24, 25-27, 35-13 |                                                  |                                                  |  | FedExForum, Memphis Affluence : 18 119 Arbitres : Greg Willard, Eric Lewis, Tom Washington, Courtney Kirkland | TNT |
| 29 avril 2012 21.30 EDT | Rapport | Score par mi-temps : 39-58, 60-40                  |                                                  |                                                  |  | FedExForum, Memphis Affluence : 18 119 Arbitres : Greg Willard, Eric Lewis, Tom Washington, Courtney Kirkland | TNT |
| 29 avril 2012 21.30 EDT | Rapport | Blake Griffin, 17 Reggie Evans, 13 Chris Paul, 11  | Points Rebonds Passes d.                         | Rudy Gay, 19 Zach Randolph, 8 Mike Conley, 8     |  | FedExForum, Memphis Affluence : 18 119 Arbitres : Greg Willard, Eric Lewis, Tom Washington, Courtney Kirkland | TNT |

| 2 mai 2012 21.30 EDT | Rapport | Los Angeles Clippers 98, Grizzlies de Memphis 105  | Los Angeles Clippers 98, Grizzlies de Memphis 105 | Los Angeles Clippers 98, Grizzlies de Memphis 105 |  | FedExForum, Memphis Affluence : 18 119 Arbitres : Ken Mauer, Ron Garretson, Sean Wright, Michael Smith | TNT |
| 2 mai 2012 21.30 EDT | Rapport | Score par quart-temps : 26-23, 21-28, 22-24, 29-30 |                                                   |                                                   |  | FedExForum, Memphis Affluence : 18 119 Arbitres : Ken Mauer, Ron Garretson, Sean Wright, Michael Smith | TNT |
| 2 mai 2012 21.30 EDT | Rapport | Score par mi-temps : 47-51, 51-54                  |                                                   |                                                   |  | FedExForum, Memphis Affluence : 18 119 Arbitres : Ken Mauer, Ron Garretson, Sean Wright, Michael Smith | TNT |
| 2 mai 2012 21.30 EDT | Rapport | Chris Paul, 29 Blake Griffin, 9 Chris Paul, 6      | Points Rebonds Passes d.                          | Rudy Gay, 21 Zach Randolph, 8 Mike Conley, 6      |  | FedExForum, Memphis Affluence : 18 119 Arbitres : Ken Mauer, Ron Garretson, Sean Wright, Michael Smith | TNT |

| 5 mai 2012 16.30 EDT | Rapport | Grizzlies de Memphis 86, Los Angeles Clippers 87   | Grizzlies de Memphis 86, Los Angeles Clippers 87 | Grizzlies de Memphis 86, Los Angeles Clippers 87 |  | Staples Center, Los Angeles Affluence : 19 060 Arbitres : Derrick Stafford, John Goble, Rodney Mott, Leroy Richardson | ESPN |
| 5 mai 2012 16.30 EDT | Rapport | Score par quart-temps : 22-23, 24-27, 25-14, 15-23 |                                                  |                                                  |  | Staples Center, Los Angeles Affluence : 19 060 Arbitres : Derrick Stafford, John Goble, Rodney Mott, Leroy Richardson | ESPN |
| 5 mai 2012 16.30 EDT | Rapport | Score par mi-temps : 46-50, 40-37                  |                                                  |                                                  |  | Staples Center, Los Angeles Affluence : 19 060 Arbitres : Derrick Stafford, John Goble, Rodney Mott, Leroy Richardson | ESPN |
| 5 mai 2012 16.30 EDT | Rapport | Rudy Gay, 24 Marc Gasol, 10 Mike Conley, 8         | Points Rebonds Passes d.                         | Chris Paul, 24 Reggie Evans, 11 Chris Paul, 11   |  | Staples Center, Los Angeles Affluence : 19 060 Arbitres : Derrick Stafford, John Goble, Rodney Mott, Leroy Richardson | ESPN |

| 7 mai 2012 22.30 EDT | Rapport | Grizzlies de Memphis 97, Los Angeles Clippers 101              | Grizzlies de Memphis 97, Los Angeles Clippers 101 | Grizzlies de Memphis 97, Los Angeles Clippers 101 | OT | Staples Center, Los Angeles Affluence : 19 167 Arbitres : Mike Callahan, James Capers, Scott Wall, Bennie Adams | TNT |
| 7 mai 2012 22.30 EDT | Rapport | Score par quart-temps : 26-32, 19-19, 19-18, 23-18, OT : 10-14 |                                                   |                                                   | OT | Staples Center, Los Angeles Affluence : 19 167 Arbitres : Mike Callahan, James Capers, Scott Wall, Bennie Adams | TNT |
| 7 mai 2012 22.30 EDT | Rapport | Score par mi-temps : 45-51, 42-36                              |                                                   |                                                   | OT | Staples Center, Los Angeles Affluence : 19 167 Arbitres : Mike Callahan, James Capers, Scott Wall, Bennie Adams | TNT |
| 7 mai 2012 22.30 EDT | Rapport | Mike Conley, 25 Zach Randolph, 9 Mike Conley, 8                | Points Rebonds Passes d.                          | Blake Griffin, 30 Chris Paul,9 Griffin, Paul, 7   | OT | Staples Center, Los Angeles Affluence : 19 167 Arbitres : Mike Callahan, James Capers, Scott Wall, Bennie Adams | TNT |

| 9 mai 2012 21.30 EDT |                                                    | Los Angeles Clippers 80, Grizzlies de Memphis 92 | Los Angeles Clippers 80, Grizzlies de Memphis 92 | Los Angeles Clippers 80, Grizzlies de Memphis 92 |  | FedExForum, Memphis | TNT |
| 9 mai 2012 21.30 EDT | Score par quart-temps : 22-36, 20-21, 23-20, 15-15 |                                                  |                                                  |                                                  |  | FedExForum, Memphis | TNT |
| 9 mai 2012 21.30 EDT | Score par mi-temps : 41-57, 38-35                  |                                                  |                                                  |                                                  |  | FedExForum, Memphis | TNT |
| 9 mai 2012 21.30 EDT | Mo Williams, 20 Blake Griffin, 11 Chris Paul, 4    | Points Rebonds Passes d.                         | Marc Gasol, 23 Zach Randolph, 10 Mike Conley, 6  |                                                  |  | FedExForum, Memphis | TNT |

| 11 mai 2012 21.00 EDT |                                                    | Grizzlies de Memphis 90, Los Angeles Clippers 88 | Grizzlies de Memphis 90, Los Angeles Clippers 88 | Grizzlies de Memphis 90, Los Angeles Clippers 88 |  | Staples Center, Los Angeles | ESPN |
| 11 mai 2012 21.00 EDT | Score par quart-temps : 25-16, 17-22, 24-28, 24-22 |                                                  |                                                  |                                                  |  | Staples Center, Los Angeles | ESPN |
| 11 mai 2012 21.00 EDT | Score par mi-temps : 42-38, 48-50                  |                                                  |                                                  |                                                  |  | Staples Center, Los Angeles | ESPN |
| 11 mai 2012 21.00 EDT | Marc Gasol, 23 Zach Randolph, 15 Mike Conley, 9    | Points Rebonds Passes d.                         | Blake Griffin, 15 Reggie Evans, 10 Chris Paul, 7 |                                                  |  | Staples Center, Los Angeles | ESPN |

| 13 mai 2012 13.00 EDT |                                                    | Los Angeles Clippers 82, Grizzlies de Memphis 72 | Los Angeles Clippers 82, Grizzlies de Memphis 72 | Los Angeles Clippers 82, Grizzlies de Memphis 72 |  | FedExForum, Memphis | ABC |
| 13 mai 2012 13.00 EDT | Score par quart-temps : 16-13, 23-25, 16-18, 27-16 |                                                  |                                                  |                                                  |  | FedExForum, Memphis | ABC |
| 13 mai 2012 13.00 EDT | Score par mi-temps : 39-38, 43-34                  |                                                  |                                                  |                                                  |  | FedExForum, Memphis | ABC |
| 13 mai 2012 13.00 EDT | Chris Paul, 19 Kenyon Martin, 10 Chris Paul, 4     | Points Rebonds Passes d.                         | Gasol, Gay, 19 Zach Randolph, 12 Mike Conley, 5  |                                                  |  | FedExForum, Memphis | ABC |
| 13 mai 2012 13.00 EDT | Los Angeles gagne la série 4 à 3                   |                                                  |                                                  |                                                  |  | FedExForum, Memphis | ABC |

Matchs de saison régulière
Les Clippers de Los Angeles ont gagné la série deux victoires à une.
| 26 janvier 2012 | Rapport | Grizzlies de Memphis 91, Los Angeles Clippers 98 | Grizzlies de Memphis 91, Los Angeles Clippers 98 | Grizzlies de Memphis 91, Los Angeles Clippers 98 |  | Staples Center, Los Angeles |

| 24 mars 2012 | Rapport | Grizzlies de Memphis 85, Los Angeles Clippers 101 | Grizzlies de Memphis 85, Los Angeles Clippers 101 | Grizzlies de Memphis 85, Los Angeles Clippers 101 |  | Staples Center, Los Angeles |

| 9 avril 2012 | Rapport | Los Angeles Clippers 85, Grizzlies de Memphis 94 | Los Angeles Clippers 85, Grizzlies de Memphis 94 | Los Angeles Clippers 85, Grizzlies de Memphis 94 |  | FedEx Forum, Memphis |

Dernière rencontre en playoffsLes Grizzlies et les Clippers ne se sont jamais rencontrés en playoffs.

#### Demi-finales de conférence

##### (1)Spurs de San Antoniovs. (5)Los Angeles Clippers
| 15 mai 2012 21.30 EDT | Rapport | Los Angeles Clippers 92, Spurs de San Antonio 108  | Los Angeles Clippers 92, Spurs de San Antonio 108 | Los Angeles Clippers 92, Spurs de San Antonio 108 |  | AT&T Center, San Antonio Affluence : 18 581 Arbitres : Scott Foster, Derrick Collins, Ron Garretson, Sean Wright | TNT |
| 15 mai 2012 21.30 EDT | Rapport | Score par quart-temps : 29-29, 20-28, 23-30, 20-21 |                                                   |                                                   |  | AT&T Center, San Antonio Affluence : 18 581 Arbitres : Scott Foster, Derrick Collins, Ron Garretson, Sean Wright | TNT |
| 15 mai 2012 21.30 EDT | Rapport | Eric Bledsoe 23 Griffin, Jordan 9 Chris Paul 10    | Points Rebonds Passes d.                          | Tim Duncan 26 Boris Diaw 12 Tony Parker 11        |  | AT&T Center, San Antonio Affluence : 18 581 Arbitres : Scott Foster, Derrick Collins, Ron Garretson, Sean Wright | TNT |

| 17 mai 2012 21.30 EDT | Rapport | Los Angeles Clippers 88, Spurs de San Antonio 105 | Los Angeles Clippers 88, Spurs de San Antonio 105 | Los Angeles Clippers 88, Spurs de San Antonio 105 |  | AT&T Center, San Antonio | ESPN |

| 19 mai 2012 15.30 EDT | Rapport | Spurs de San Antonio 96, Los Angeles Clippers 86 | Spurs de San Antonio 96, Los Angeles Clippers 86 | Spurs de San Antonio 96, Los Angeles Clippers 86 |  | Staples Center, Los Angeles | ABC |

| 20 mai 2012 22.30 EDT | Rapport | Spurs de San Antonio 102, Los Angeles Clippers 99 | Spurs de San Antonio 102, Los Angeles Clippers 99 | Spurs de San Antonio 102, Los Angeles Clippers 99 |  | Staples Center, Los Angeles | TNT |
| 20 mai 2012 22.30 EDT | Rapport | San Antonio gagne la série 4 à 0                  |                                                   |                                                   |  | Staples Center, Los Angeles | TNT |

Matchs de saison régulière
San Antonio a gagné la série 2 à 1:
| 28 décembre 2011 | Rapport | Los Angeles Clippers 90, Spurs de San Antonio 115 | Los Angeles Clippers 90, Spurs de San Antonio 115 | Los Angeles Clippers 90, Spurs de San Antonio 115 |  | AT&T Center, San Antonio |

| 18 février 2012 | Rapport | Spurs de San Antonio 103, Los Angeles Clippers 100 | Spurs de San Antonio 103, Los Angeles Clippers 100 | Spurs de San Antonio 103, Los Angeles Clippers 100 |  | Staples Center, Los Angeles |

| 9 mars 2012 | Rapport | Los Angeles Clippers 120, Spurs de San Antonio 108 | Los Angeles Clippers 120, Spurs de San Antonio 108 | Los Angeles Clippers 120, Spurs de San Antonio 108 |  | AT&T Center, San Antonio |

Dernière rencontre en playoffsLes Spurs et les Clippers ne se sont jamais rencontrés en playoffs.

##### (2)Thunder d'Oklahoma Cityvs. (3)Lakers de Los Angeles
| 14 mai 2012 21.30 EDT | Rapport | Lakers de Los Angeles 90, Thunder d'Oklahoma City 119 | Lakers de Los Angeles 90, Thunder d'Oklahoma City 119 | Lakers de Los Angeles 90, Thunder d'Oklahoma City 119   |  | Chesapeake Energy Arena, Oklahoma City Affluence : 18 203 Arbitres : Greg Willard, Tony Brothers, David Guthrie, Leon Wood | TNT |
| 14 mai 2012 21.30 EDT | Rapport | Score par quart-temps : 23-30, 21-29, 24-39, 22-21    |                                                       |                                                         |  | Chesapeake Energy Arena, Oklahoma City Affluence : 18 203 Arbitres : Greg Willard, Tony Brothers, David Guthrie, Leon Wood | TNT |
| 14 mai 2012 21.30 EDT | Rapport | Bryant, Bynum 20 Andrew Bynum 14 Steve Blake 4        | Points Rebonds Passes d.                              | Russell Westbrook 27 Kevin Durant 8 Russell Westbrook 9 |  | Chesapeake Energy Arena, Oklahoma City Affluence : 18 203 Arbitres : Greg Willard, Tony Brothers, David Guthrie, Leon Wood | TNT |

| 16 mai 2012 21.30 EDT | Rapport | Lakers de Los Angeles 75, Thunder d'Oklahoma City 77 | Lakers de Los Angeles 75, Thunder d'Oklahoma City 77 | Lakers de Los Angeles 75, Thunder d'Oklahoma City 77 |  | Chesapeake Energy Arena, Oklahoma City | TNT |

| 18 mai 2012 22.30 EDT | Rapport | Thunder d'Oklahoma City 96, Lakers de Los Angeles 99 | Thunder d'Oklahoma City 96, Lakers de Los Angeles 99 | Thunder d'Oklahoma City 96, Lakers de Los Angeles 99 |  | Staples Center, Los Angeles | ESPN |

| 19 mai 2012 22.30 EDT | Rapport | Thunder d'Oklahoma City 103, Lakers de Los Angeles 100 | Thunder d'Oklahoma City 103, Lakers de Los Angeles 100 | Thunder d'Oklahoma City 103, Lakers de Los Angeles 100 |  | Staples Center, Los Angeles | TNT |

| 21 mai 2012 21.30 EDT | Rapport | Lakers de Los Angeles 90, Thunder d'Oklahoma City 106 | Lakers de Los Angeles 90, Thunder d'Oklahoma City 106 | Lakers de Los Angeles 90, Thunder d'Oklahoma City 106 |  | Chesapeake Energy Arena, Oklahoma City | TNT |
| 21 mai 2012 21.30 EDT | Rapport | Oklahoma gagne la série 4 à 1                         |                                                       |                                                       |  | Chesapeake Energy Arena, Oklahoma City | TNT |

Matchs de saison régulière
Oklahoma City a gagné la série 2 à 1:
| 23 février 2012 | Rapport | Lakers de Los Angeles 85, Thunder d'Oklahoma City 100 | Lakers de Los Angeles 85, Thunder d'Oklahoma City 100 | Lakers de Los Angeles 85, Thunder d'Oklahoma City 100 |  | Chesapeake Energy Arena, Oklahoma City |

| 29 mars 2012 | Rapport | Thunder d'Oklahoma City 102, Lakers de Los Angeles 93 | Thunder d'Oklahoma City 102, Lakers de Los Angeles 93 | Thunder d'Oklahoma City 102, Lakers de Los Angeles 93 |  | Staples Center, Los Angeles |

| 22 avril 2012 | Rapport | Thunder d'Oklahoma City 106, Lakers de Los Angeles 114 | Thunder d'Oklahoma City 106, Lakers de Los Angeles 114 | Thunder d'Oklahoma City 106, Lakers de Los Angeles 114 |  | Staples Center, Los Angeles |

Dernière rencontre en playoffs
Les Lakers ont gagné 4 victoires à 2 lors du premier tour des playoffs 2010.

#### Finales de conférence Ouest: (1)Spurs de San Antoniovs. (2)Thunder d'Oklahoma City
| 27 mai 2012 20.30 EDT | Rapport | Thunder d'Oklahoma City 98, Spurs de San Antonio 101 | Thunder d'Oklahoma City 98, Spurs de San Antonio 101 | Thunder d'Oklahoma City 98, Spurs de San Antonio 101 |  | AT&T Center, San Antonio Affluence : 18 581 Arbitres : Joe Crawford, Marc Davis, Greg Willard, John Goble | TNT |
| 27 mai 2012 20.30 EDT | Rapport | Score par quart-temps : 18-24, 29-22, 24-16, 27-39   |                                                      |                                                      |  | AT&T Center, San Antonio Affluence : 18 581 Arbitres : Joe Crawford, Marc Davis, Greg Willard, John Goble | TNT |
| 27 mai 2012 20.30 EDT | Rapport | Kevin Durant 27 Kevin Durant 10 Russell Westbrook 5  | Points Rebonds Passes d.                             | Manu Ginóbili 26 Tim Duncan 11 Tony Parker 6         |  | AT&T Center, San Antonio Affluence : 18 581 Arbitres : Joe Crawford, Marc Davis, Greg Willard, John Goble | TNT |

| 29 mai 2012 21.00 EDT | rapport | Thunder d'Oklahoma City 111, Spurs de San Antonio 120 | Thunder d'Oklahoma City 111, Spurs de San Antonio 120 | Thunder d'Oklahoma City 111, Spurs de San Antonio 120 |  | AT&T Center, San Antonio Affluence : 18 581 Arbitres : Monty McCutchen, Tony Brothers, Ron Garretson, Rodney Mott | TNT |
| 29 mai 2012 21.00 EDT | rapport | Score par quart-temps : 22-28, 22-27, 32-37, 35-28    |                                                       |                                                       |  | AT&T Center, San Antonio Affluence : 18 581 Arbitres : Monty McCutchen, Tony Brothers, Ron Garretson, Rodney Mott | TNT |
| 29 mai 2012 21.00 EDT | rapport | Kevin Durant 31 Serge Ibaka 10 Russell Westbrook 8    | Points Rebonds Passes d.                              | Tony Parker 34 Tim Duncan 12 Tony Parker 8            |  | AT&T Center, San Antonio Affluence : 18 581 Arbitres : Monty McCutchen, Tony Brothers, Ron Garretson, Rodney Mott | TNT |

| 31 mai 2012 21.00 EDT | rapport | Spurs de San Antonio 82, Thunder d'Oklahoma City 102 | Spurs de San Antonio 82, Thunder d'Oklahoma City 102 | Spurs de San Antonio 82, Thunder d'Oklahoma City 102   |  | Chesapeake Energy Arena, Oklahoma City Affluence : 18 203 Arbitres : Dan Crawford, Derrick Stafford, Bill Spooner | TNT |
| 31 mai 2012 21.00 EDT | rapport | Score par quart-temps : 24-22, 17-32, 19-24, 22-24   |                                                      |                                                        |  | Chesapeake Energy Arena, Oklahoma City Affluence : 18 203 Arbitres : Dan Crawford, Derrick Stafford, Bill Spooner | TNT |
| 31 mai 2012 21.00 EDT | rapport | Green, Jakson 16 Ginóbili, Leonard 6 Gary Neal 5     | Points Rebonds Passes d.                             | Kevin Durant 22 Kendrick Perkins 8 Russell Westbrook 9 |  | Chesapeake Energy Arena, Oklahoma City Affluence : 18 203 Arbitres : Dan Crawford, Derrick Stafford, Bill Spooner | TNT |

| 2 juin 2012 20.30 EDT | rapport | Spurs de San Antonio 103, Thunder d'Oklahoma City 109 | Spurs de San Antonio 103, Thunder d'Oklahoma City 109 | Spurs de San Antonio 103, Thunder d'Oklahoma City 109 |  | Chesapeake Energy Arena, Oklahoma City Affluence : 18 203 Arbitres : Ken Mauer, Ed Malloy, James Capers | TNT |
| 2 juin 2012 20.30 EDT | rapport | Score par quart-temps : 26-26, 17-29, 28-20, 32-34    |                                                       |                                                       |  | Chesapeake Energy Arena, Oklahoma City Affluence : 18 203 Arbitres : Ken Mauer, Ed Malloy, James Capers | TNT |
| 2 juin 2012 20.30 EDT | rapport | Tim Duncan 21 Kawhi Leonard 9 Parker, Ginóbili 4      | Points Rebonds Passes d.                              | Kevin Durant 36 Kendrick Perkins 9 Kevin Durant 8     |  | Chesapeake Energy Arena, Oklahoma City Affluence : 18 203 Arbitres : Ken Mauer, Ed Malloy, James Capers | TNT |

| 4 juin 2012 21.00 EDT | rapport | Thunder d'Oklahoma City 108, Spurs de San Antonio 103    | Thunder d'Oklahoma City 108, Spurs de San Antonio 103 | Thunder d'Oklahoma City 108, Spurs de San Antonio 103 |  | AT&T Center, San Antonio Affluence : 18 581 Arbitres : Scott Foster, Mike Callahan, Tom Washington | TNT |
| 4 juin 2012 21.00 EDT | rapport | Score par quart-temps : 26-21, 26-23, 29-28, 27-31       |                                                       |                                                       |  | AT&T Center, San Antonio Affluence : 18 581 Arbitres : Scott Foster, Mike Callahan, Tom Washington | TNT |
| 4 juin 2012 21.00 EDT | rapport | Kevin Durant 27 Kendrick Perkins 10 Russell Westbrook 12 | Points Rebonds Passes d.                              | Manu Ginóbili 34 Tim Duncan 12 Manu Ginóbili 7        |  | AT&T Center, San Antonio Affluence : 18 581 Arbitres : Scott Foster, Mike Callahan, Tom Washington | TNT |

| 6 juin 2012 21.00 EDT | rapport | Spurs de San Antonio 99, Thunder d'Oklahoma City 107 | Spurs de San Antonio 99, Thunder d'Oklahoma City 107 | Spurs de San Antonio 99, Thunder d'Oklahoma City 107 |  | Chesapeake Energy Arena, Oklahoma City Affluence : 18 203 Arbitres : Joe Crawford, Rodney Mott, Bill Kennedy | TNT |
| 6 juin 2012 21.00 EDT | rapport | Score par quart-temps : 34-20, 29-28, 18-32, 18-27   |                                                      |                                                      |  | Chesapeake Energy Arena, Oklahoma City Affluence : 18 203 Arbitres : Joe Crawford, Rodney Mott, Bill Kennedy | TNT |
| 6 juin 2012 21.00 EDT | rapport | Tony Parker 29 Tim Duncan 14 Tony Parker 12          | Points Rebonds Passes d.                             | Kevin Durant 34 Kevin Durant 14 Durant, Westbrook 5  |  | Chesapeake Energy Arena, Oklahoma City Affluence : 18 203 Arbitres : Joe Crawford, Rodney Mott, Bill Kennedy | TNT |
| 6 juin 2012 21.00 EDT | rapport | Oklahoma gagne la série 4 à 2                        |                                                      |                                                      |  | Chesapeake Energy Arena, Oklahoma City Affluence : 18 203 Arbitres : Joe Crawford, Rodney Mott, Bill Kennedy | TNT |

Matchs de saison régulière
San Antonio a gagné la série 2 à 1 :
| 8 janvier 2012 | Rapport | Spurs de San Antonio 96, Thunder d'Oklahoma City 108 | Spurs de San Antonio 96, Thunder d'Oklahoma City 108 | Spurs de San Antonio 96, Thunder d'Oklahoma City 108 |  | Chesapeake Energy Arena, Oklahoma City |

| 4 février 2012 | Rapport | Thunder d'Oklahoma City 96, Spurs de San Antonio 107 | Thunder d'Oklahoma City 96, Spurs de San Antonio 107 | Thunder d'Oklahoma City 96, Spurs de San Antonio 107 |  | AT&T Center, San Antonio |

| 16 mars 2012 | Rapport | Spurs de San Antonio 114, Thunder d'Oklahoma City 105 | Spurs de San Antonio 114, Thunder d'Oklahoma City 105 | Spurs de San Antonio 114, Thunder d'Oklahoma City 105 |  | Chesapeake Energy Arena, Oklahoma City |

Dernière rencontre en playoffs
Victoire de San Antonio en demi-finales de conférence Ouest 4 victoires à 2, face à Seattle, prédécesseur d'Oklahoma City.

## Finales NBA: (W2)Thunder d'Oklahoma Cityvs. (E2)Heat de Miami
| 12 juin 2012 21.00 EDT | Rapport | Heat de Miami 94, Thunder d'Oklahoma City 105      | Heat de Miami 94, Thunder d'Oklahoma City 105 | Heat de Miami 94, Thunder d'Oklahoma City 105         |  | Chesapeake Energy Arena, Oklahoma City Affluence : 18 203 Arbitres : Monty McCutchen, Derrick Stafford, Ed Malloy | ABC |
| 12 juin 2012 21.00 EDT | Rapport | Score par quart-temps : 29-22, 25-25, 17-21, 21-31 |                                               |                                                       |  | Chesapeake Energy Arena, Oklahoma City Affluence : 18 203 Arbitres : Monty McCutchen, Derrick Stafford, Ed Malloy | ABC |
| 12 juin 2012 21.00 EDT | Rapport | LeBron James 30 Udonis Haslem 11 Dwyane Wade 8     | Points Rebonds Passes d.                      | Kevin Durant 36 Nick Collison 10 Russell Westbrook 11 |  | Chesapeake Energy Arena, Oklahoma City Affluence : 18 203 Arbitres : Monty McCutchen, Derrick Stafford, Ed Malloy | ABC |

| 14 juin 2012 21.00 EDT | Rapport | Heat de Miami 100, Thunder d'Oklahoma City 96      | Heat de Miami 100, Thunder d'Oklahoma City 96 | Heat de Miami 100, Thunder d'Oklahoma City 96            |  | Chesapeake Energy Arena, Oklahoma City Affluence : 18 203 Arbitres : Dan Crawford, Tony Brothers, Tom Washington | ABC |
| 14 juin 2012 21.00 EDT | Rapport | Score par quart-temps : 27-15, 28-28, 23-24, 22-29 |                                               |                                                          |  | Chesapeake Energy Arena, Oklahoma City Affluence : 18 203 Arbitres : Dan Crawford, Tony Brothers, Tom Washington | ABC |
| 14 juin 2012 21.00 EDT | Rapport | LeBron James 32 Chris Bosh 15 Wade, James 5        | Points Rebonds Passes d.                      | Kevin Durant 32 Perkins, Westbrook 8 Russell Westbrook 7 |  | Chesapeake Energy Arena, Oklahoma City Affluence : 18 203 Arbitres : Dan Crawford, Tony Brothers, Tom Washington | ABC |

| 17 juin 2012 20.00 EDT | Rapport | Thunder d'Oklahoma City 85, Heat de Miami 91       | Thunder d'Oklahoma City 85, Heat de Miami 91 | Thunder d'Oklahoma City 85, Heat de Miami 91  |  | American Airlines Arena, Miami Affluence : 20 003 Arbitres : Joe Crawford, James Capers, Ken Mauer | ABC |
| 17 juin 2012 20.00 EDT | Rapport | Score par quart-temps : 20-26, 26-21, 21-22, 18-22 |                                              |                                               |  | American Airlines Arena, Miami Affluence : 20 003 Arbitres : Joe Crawford, James Capers, Ken Mauer | ABC |
| 17 juin 2012 20.00 EDT | Rapport | Kevin Durant 25 Kendrick Perkins 12 James Harden 6 | Points Rebonds Passes d.                     | LeBron James 29 LeBron James 14 Dwyane Wade 7 |  | American Airlines Arena, Miami Affluence : 20 003 Arbitres : Joe Crawford, James Capers, Ken Mauer | ABC |

| 19 juin 2012 21.00 EDT | Rapport | Thunder d'Oklahoma City 98, Heat de Miami 104            | Thunder d'Oklahoma City 98, Heat de Miami 104 | Thunder d'Oklahoma City 98, Heat de Miami 104 |  | American Airlines Arena, Miami Affluence : 20 003 Arbitres : Scott Foster, Mike Callahan, Bill Kennedy | ABC |
| 19 juin 2012 21.00 EDT | Rapport | Score par quart-temps : 33-19, 16-27, 25-33, 23-25       |                                               |                                               |  | American Airlines Arena, Miami Affluence : 20 003 Arbitres : Scott Foster, Mike Callahan, Bill Kennedy | ABC |
| 19 juin 2012 21.00 EDT | Rapport | Russell Westbrook 43 James Harden 10 Russell Westbrook 5 | Points Rebonds Passes d.                      | LeBron James 26 James, Bosh 9 LeBron James 12 |  | American Airlines Arena, Miami Affluence : 20 003 Arbitres : Scott Foster, Mike Callahan, Bill Kennedy | ABC |
| 19 juin 2012 21.00 EDT | Rapport | Miami mène la série 3 à 1                                |                                               |                                               |  | American Airlines Arena, Miami Affluence : 20 003 Arbitres : Scott Foster, Mike Callahan, Bill Kennedy | ABC |

| 21 juin 2012 21.00 EDT | Rapport | Thunder d'Oklahoma City 106, Heat de Miami 121           | Thunder d'Oklahoma City 106, Heat de Miami 121 | Thunder d'Oklahoma City 106, Heat de Miami 121  |  | American Airlines Arena, Miami Affluence : 20 003 Arbitres : Dan Crawford, Monty McCutchen, Derrick Stafford | ABC |
| 21 juin 2012 21.00 EDT | Rapport | Score par quart-temps : 26-31, 23-28, 22-36, 35-26       |                                                |                                                 |  | American Airlines Arena, Miami Affluence : 20 003 Arbitres : Dan Crawford, Monty McCutchen, Derrick Stafford | ABC |
| 21 juin 2012 21.00 EDT | Rapport | Kevin Durant 32 Kevin Durant 11 Russell Westbrook 6      | Points Rebonds Passes d.                       | LeBron James 26 LeBron James 11 LeBron James 13 |  | American Airlines Arena, Miami Affluence : 20 003 Arbitres : Dan Crawford, Monty McCutchen, Derrick Stafford | ABC |
| 21 juin 2012 21.00 EDT | Rapport | Miami gagne la série 4 à 1 et remporte le titre NBA 2012 |                                                |                                                 |  | American Airlines Arena, Miami Affluence : 20 003 Arbitres : Dan Crawford, Monty McCutchen, Derrick Stafford | ABC |

## Statistiques
| Catégorie        | Plus haut    | Plus haut             | Plus haut | moyenne      | moyenne             | moyenne | moyenne      |
| Catégorie        | Joueur       | Équipe                | Total     | Joueur       | Équipe              | Moyenne | Matchs joués |
| ---------------- | ------------ | --------------------- | --------- | ------------ | ------------------- | ------- | ------------ |
| Points           | LeBron James | Heat de Miami         | 45        | LeBron James | Heat de Miami       | 30,3    | 23           |
| Rebonds          | Paul Millsap | Jazz de l'Utah        | 19        | Josh Smith   | Hawks d'Atlanta     | 13,6    | 5            |
| Passes décisives | Rajon Rondo  | Celtics de Boston     | 17        | Rajon Rondo  | Celtics de Boston   | 11,9    | 19           |
| Interceptions    | Jason Kidd   | Mavericks de Dallas   | 7         | Jason Kidd   | Mavericks de Dallas | 3,0     | 4            |
| Contre           | Andrew Bynum | Lakers de Los Angeles | 10*       | JaVale McGee | Nuggets de Denver   | 3,1     | 7            |

* Record NBA partagé en playoffs
Mise à jour : 22 juin 2012